# Goslar (stad)
Goslar is een stad in de Duitse deelstaat Nedersaksen, gelegen in het gelijknamige Landkreis aan de noordrand van de Harz. De gemeente Goslar telt 50.184 inwoners, verdeeld over de steden Goslar en Vienenburg, en enige dorpen, waaronder het toeristenoord Hahnenklee. Goslar is een van de zeven Große selbständige Städte in Nedersaksen.
De Rammelsbergmijnen en de historische binnenstad van Goslar staan op de Werelderfgoedlijst van de UNESCO.

## Geografie
Goslar ligt in de noordwestelijke uitlopers van de Harz, aan de voet van de Rammelsberg, zo'n 50 km ten zuiden van Braunschweig. Door de stad loopt de Gose, een zijriviertje van de Oker. De Gose wordt in Goslar Abzucht (afvoerkanaal) genoemd omdat het water dat uit de Rammelsbergmijnen wordt afgevoerd vlak voor de binnenstad in de Gose stroomt. Het rivierwater was reeds in de twaalfde eeuw vervuild met onder andere kwik uit de mijnen. Rond 1200 kende Goslar al een systeem van waterpijpleidingen en kanalen om drinkwater uit de hoger gelegen omgeving aan te voeren.

### Stadsindeling
De stad Goslar bestaat uit de volgende stadsdelen:
- Goslar-stad (16.550), onderverdeeld in:
  - Altstadt (16.400), waartoe behoren:
    - Georgenberg met Kattenberg, tussen het stadscentrum en de  Bundesstraße 6
    - Rammelsberg met Siemensviertel en Rosenberg, ten zuiden van de stadskern, nabij de Bundesstaße 241
    - Steinberg, ten westen van de stadskern en de Bundesstraße 2

  - de Baßgeige, voornamelijk bedrijventerreinen aan de noordwestkant van de oude stad (150)
- Hahndorf met Klostergut Grauhof (1.500), enige kilometers ten noorden van Goslar-stad
- Hahnenklee-Bockswiese (1.200), een bekend toeristenoord, ruim 15 km ten zuidwesten van de stad
- Jerstedt (1.950), aan de Bundesstraße 6, 8 km ten noord-noordwesten van het centrum van Goslar
- Jürgenohl met Kramerswinkel (8.300), direct ten noorden van de stad en de Bundesstraße 6
- Ohlhof (2.900), direct ten oosten van Jürgenohl
- Oker (5.800), aan de Bundesstraße 498, 4 à 5 km ten oosten van het centrum van Goslar
- Sudmerberg (1.750), direct ten zuiden van Ohlhof, bij het begin van de Bundesstraße 498
- Vienenburg (10.050), incl. de gehuchten Wöltingerode en Wennerode, tot 2014 een zelfstandige gemeente; sedert september 2022[2] een Stadtteil, onderverdeeld in 6 Ortschaften:
  - Vienenburg-stad (5.400), afstand vanaf Goslar-centrum over de Bundesstraße 241 circa 12 km in noordoostelijke richting
  - Immenrode (1.500), afstand vanaf Goslar-centrum over de Bundesstraße 82 circa 7 km in noord-noordoostelijke richting
  - Lengde (600), enkele kilometers ten noorden van Vienenburg
  - Lochtum (600); het meest oostelijke plaatsje in de gemeente Goslar, 16 km van de stad verwijderd
  - Weddingen (600), enkele kilometers ten westen van Vienenburg
  - Wiedelah (1.350), direct ten oosten van Vienenburg

Tussen haakjes het aantal inwoners, bron bevolkingscijfers: Website Landkreis Goslar. Peildatum: 31 december 2021. De inwonertallen van de Stadtteile en Ortschaften werden door de statistici van de Landkreis op basis van eerdere cijfers van de gemeente geëxtrapoleerd en zo kloppend gemaakt. Ze zijn dus niet exact. Daarom zijn deze hier afgerond weergegeven. Gemeentetotaal, opgave Landkreis 50.010, minus afronding, 10 personen, = 50.000.

### Buurgemeentes
- Langelsheim
- Liebenburg
- Schladen-Werla, in de Landkreis Wolfenbüttel
- Osterwieck, Landkreis Harz, Saksen-Anhalt
- Bad Harzburg
- Harz (gemeentevrij gebied, Landkreis Goslar), en direct ten zuiden daarvan Clausthal-Zellerfeld

### Infrastructuur

#### Wegverkeer
De dichtstbijzijnde autosnelweg is de A36 vanuit Braunschweig (stad). Bij Lengde en Vienenburg liggen de afritten 11 en 12 van deze Autobahn.
In de stad komen talrijke Bundesstraßen bijeen:
- de B6, vanuit het noorden, van Salzgitter, langs Jerstedt, noordelijk langs het centrum van Goslar, en daarvandaan oostwaarts naar Bad Harzburg
- de B82, vanuit het westen, van Rhüden, gemeente Seesen, waar een aansluiting is als afslag 66, op de A7 Hannover - Kassel;  deze afrit ligt ca. 27 km ten westen van Goslar; aan deze B82 ligt, 7 km ten noordwesten van Goslar het stadje Langelsheim.
- De B82 leidt de andere kant op noord- en oostwaarts naar Schöningen, niet ver ten zuiden van Helmstedt.
- de B241, vanuit het zuidwesten, van  Northeim en Osterode am Harz, langs Hahnenklee en Goslar-stad naar Vienenburg
- De B498 loopt van Goslar naar Osterode am Harz.

#### Openbaar vervoer

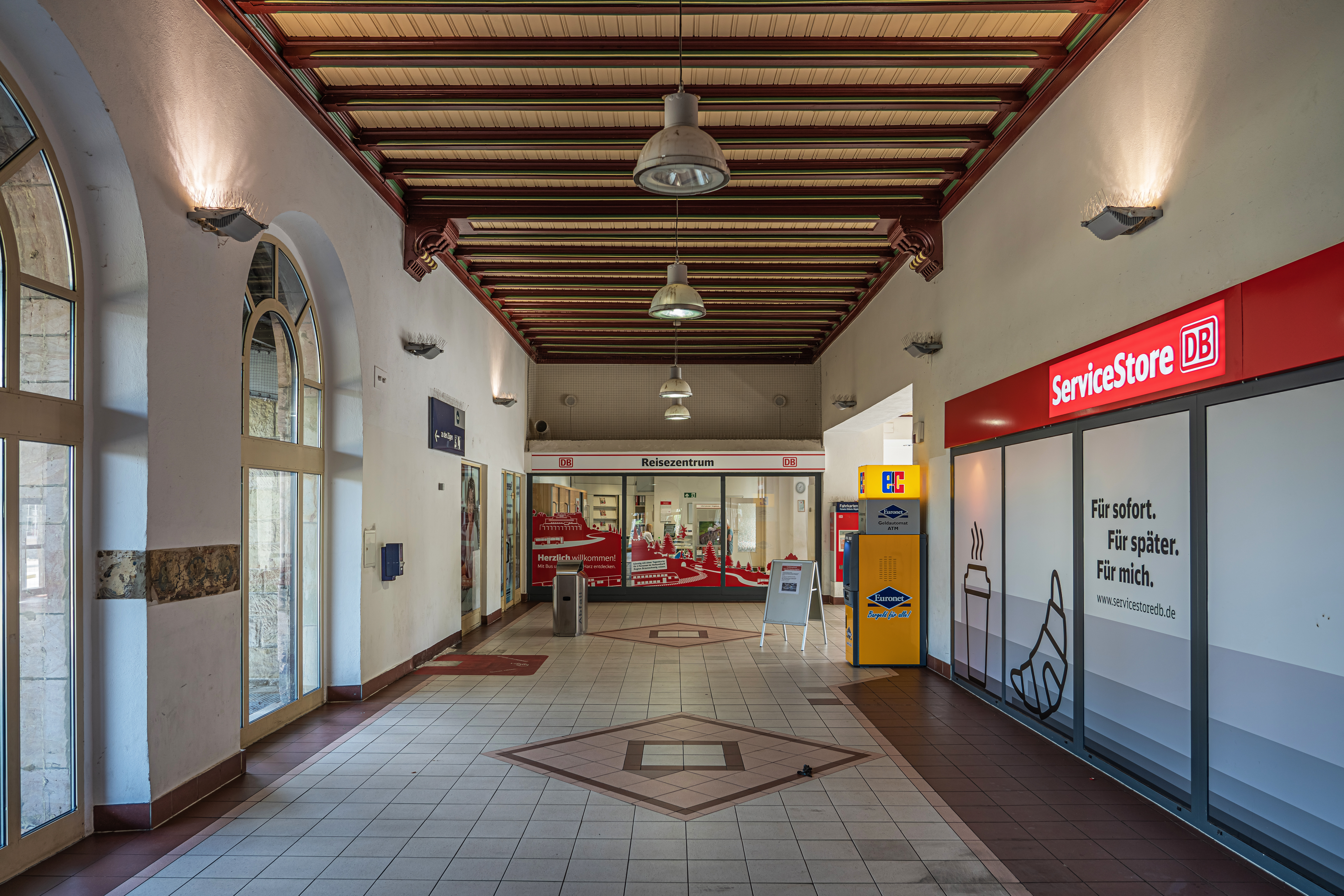
Station Goslar
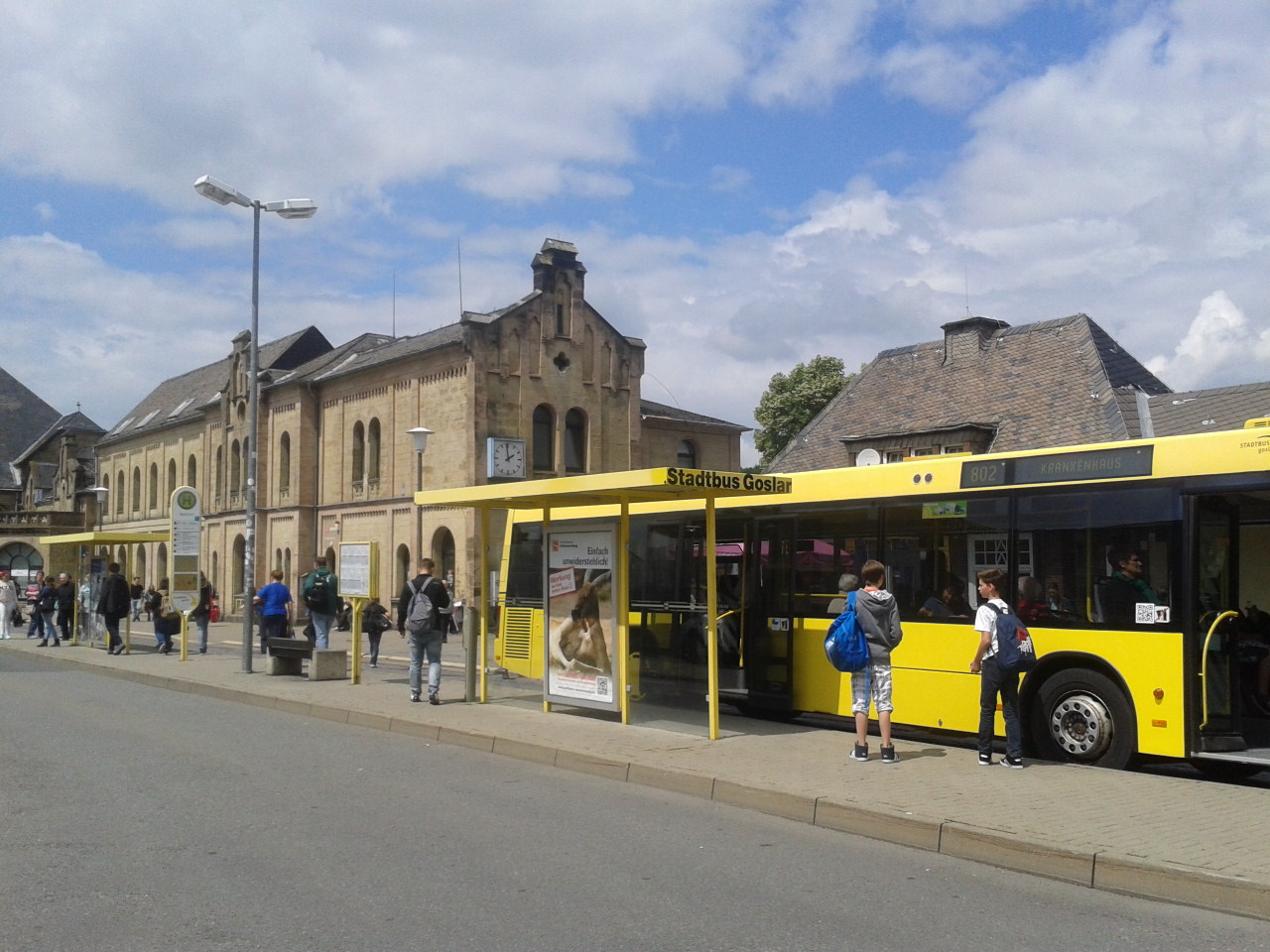
Centrale busstation van Goslar
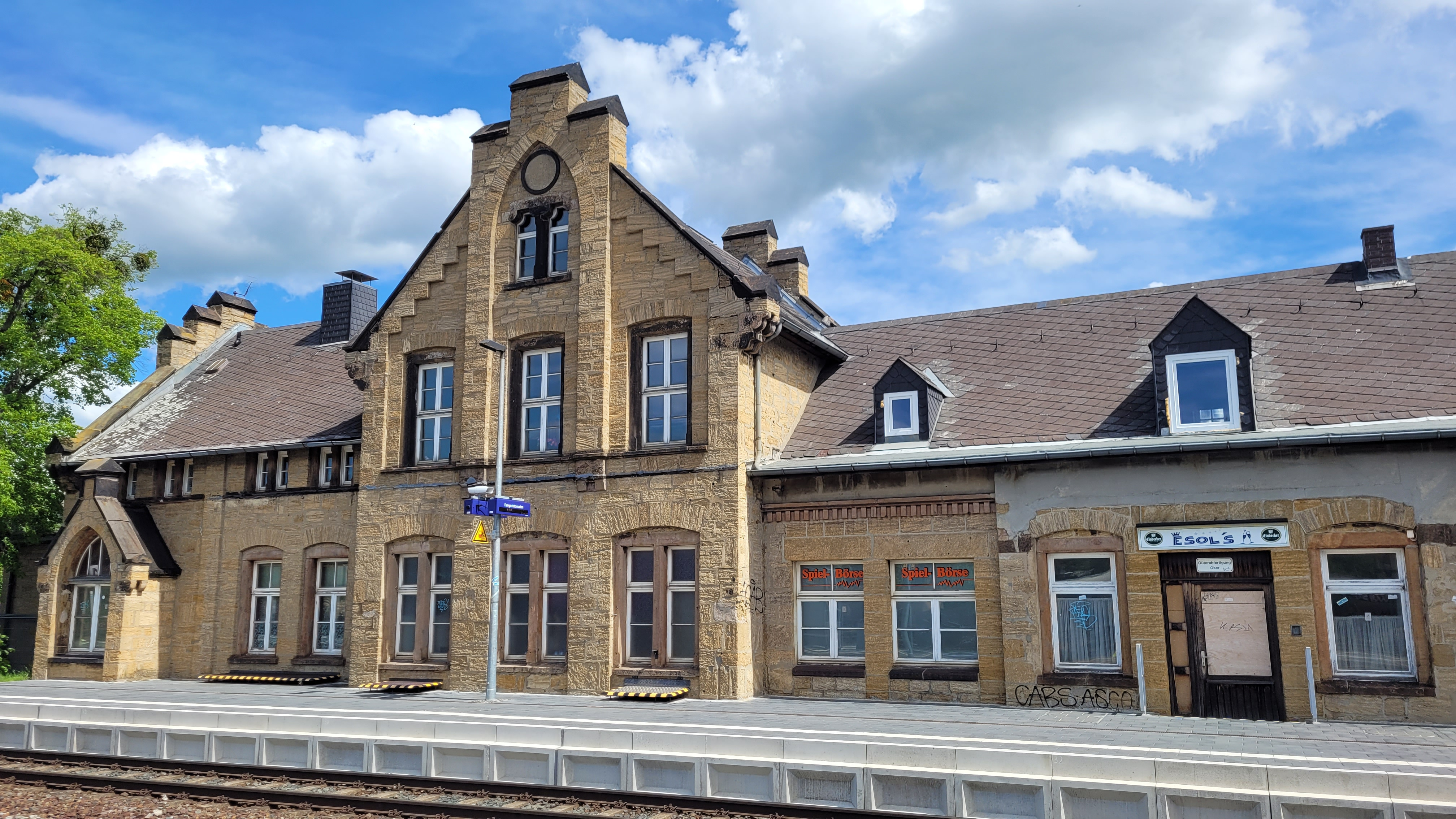
Station Oker
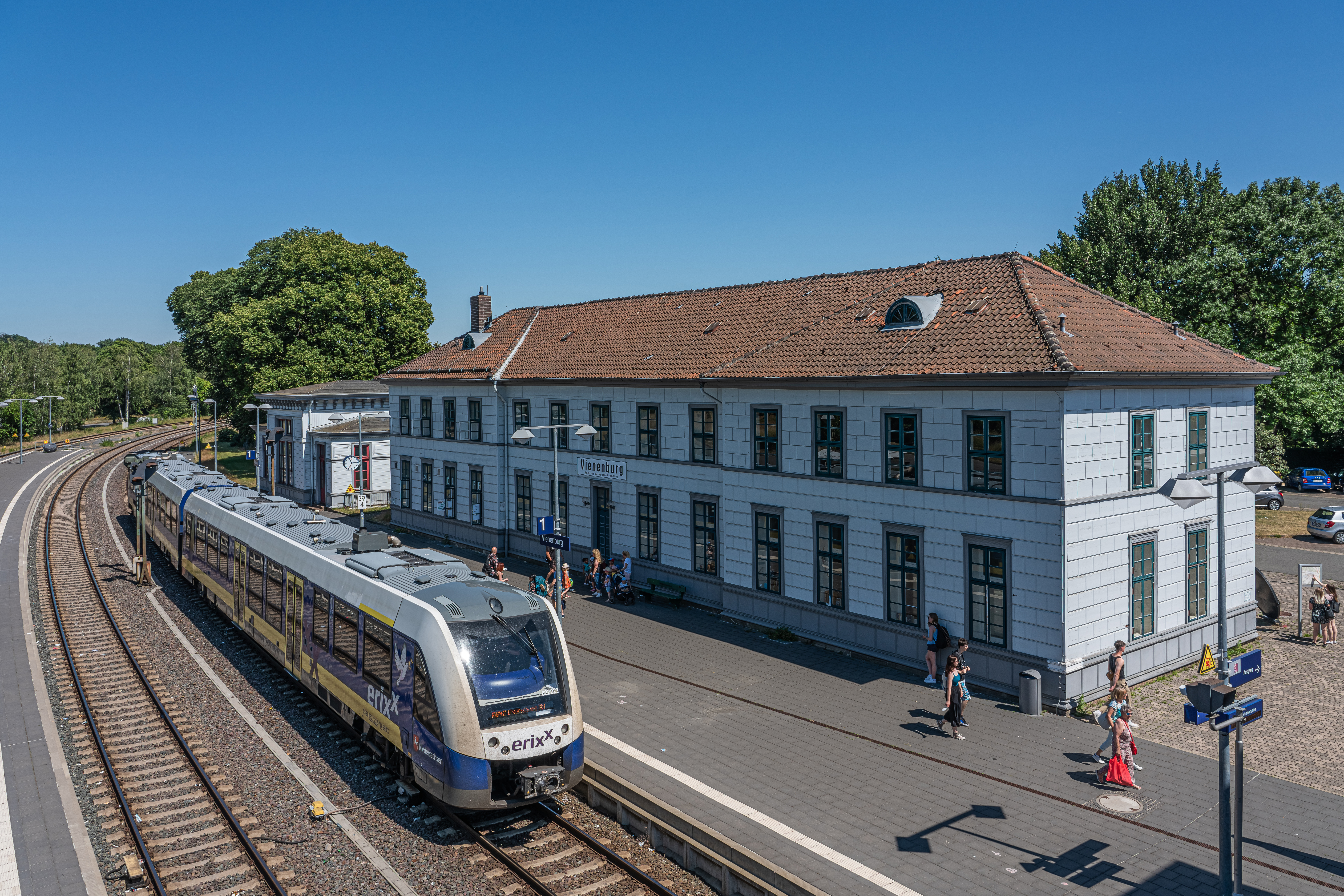
Station Vienenburg

Station Goslar is een regionaal knooppunt van spoorlijnen. In het station komen de spoorlijnen Hildesheim - Goslar, Seesen - Goslar en Vienenburg - Goslar samen. Aan deze laatste lijn liggen ook Station Oker, vanwaar men kan overstappen op de trein naar Bad Harzburg, en Station Vienenburg met aansluiting op lokaalspoorwegen naar o.a. Maagdenburg en Halle (Saale) (zie:   Spoorlijn Halle - Vienenburg).
Tevens bevindt zich op het stationsplein te Goslar het centrale busstation (Zentrale Omnibus-Bahnhof; ZOB) van Goslar. Hiervandaan vertrekken de stads- en streekbussen van de in 2019 opgerichte firma Harzbus. In 2020 had Goslar zes stadsbuslijnen.

## Economie
In Goslar zijn zo'n 2.250 bedrijven gevestigd, waaronder veel detailhandel. Ze zijn onder andere werkzaam in de chemische industrie, dienstverlening, toeleveranciers voor de auto-industrie, ambachtelijke bedrijven, toerisme en congreswezen.
De belangrijkste bedrijfsterreinen zijn Baßgeige aan de noordwestkant van de stad zelf, en de grote kalksteengroeve bij Oker.
Kleinere bedrijfsterreinen, overwegend voor lokaal midden- en kleinbedrijf, maar ten dele ook nog bezet door gebouwen van in het verleden opgeheven fabrieken, bevinden zich te Jerstedt, tussen Georgenberg en Sudmerberg, te Oker, aan het spoor ten zuidwesten van het dorp, en aan de noordoostkant van dit dorp, en verder langs de diverse spoorlijnen rondom Vienenburg.

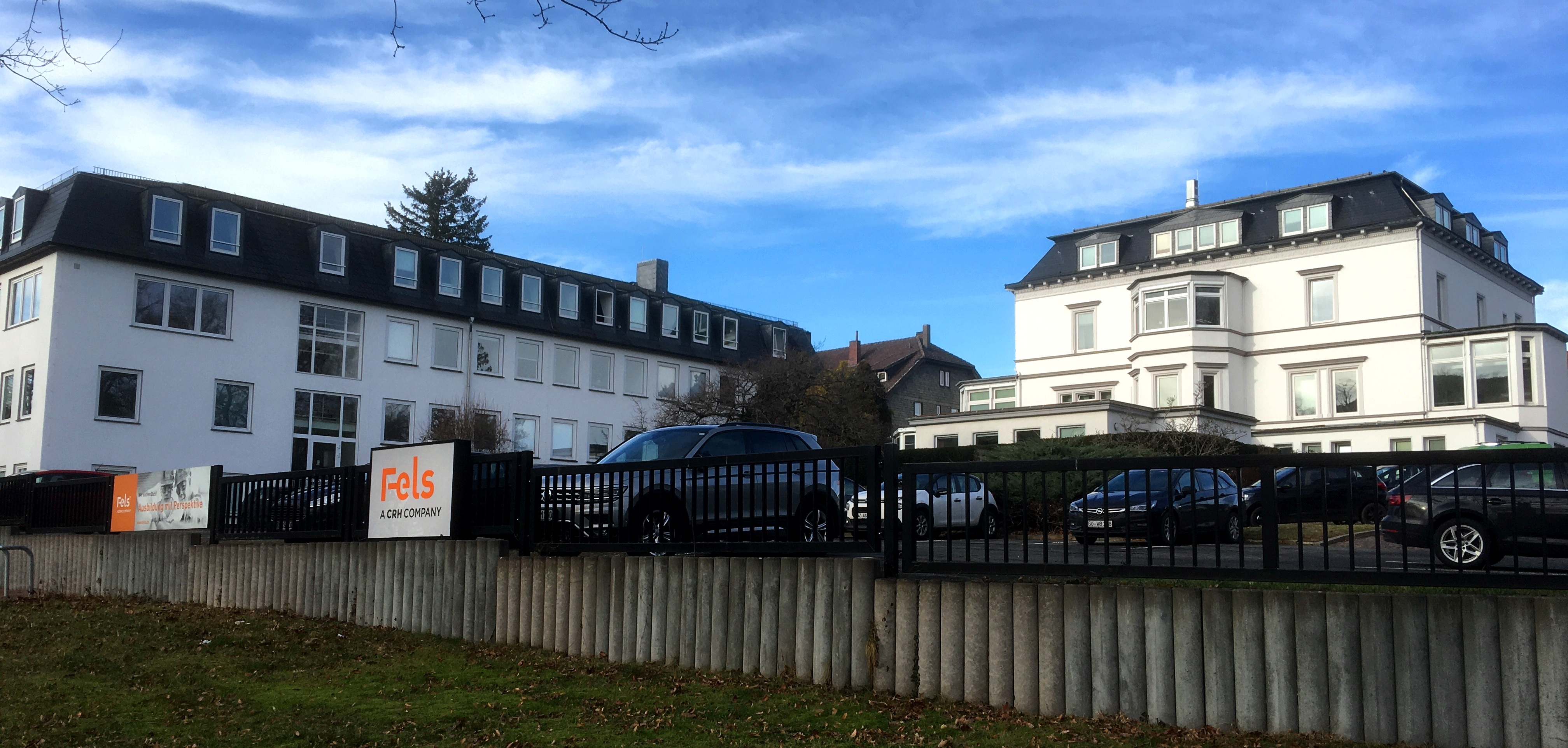
Hoofdkantoor Fels in de industriewijk Baßgeige

Fels is een groot, te Goslar gevestigd bedrijf, dat in midden-Duitsland 8 kalksteengroeves exploiteert. Het is een dochteronderneming van het Ierse concern Cement Roadstone Holding en een van de grootste ondernemingen van Goslar.

## Geschiedenis

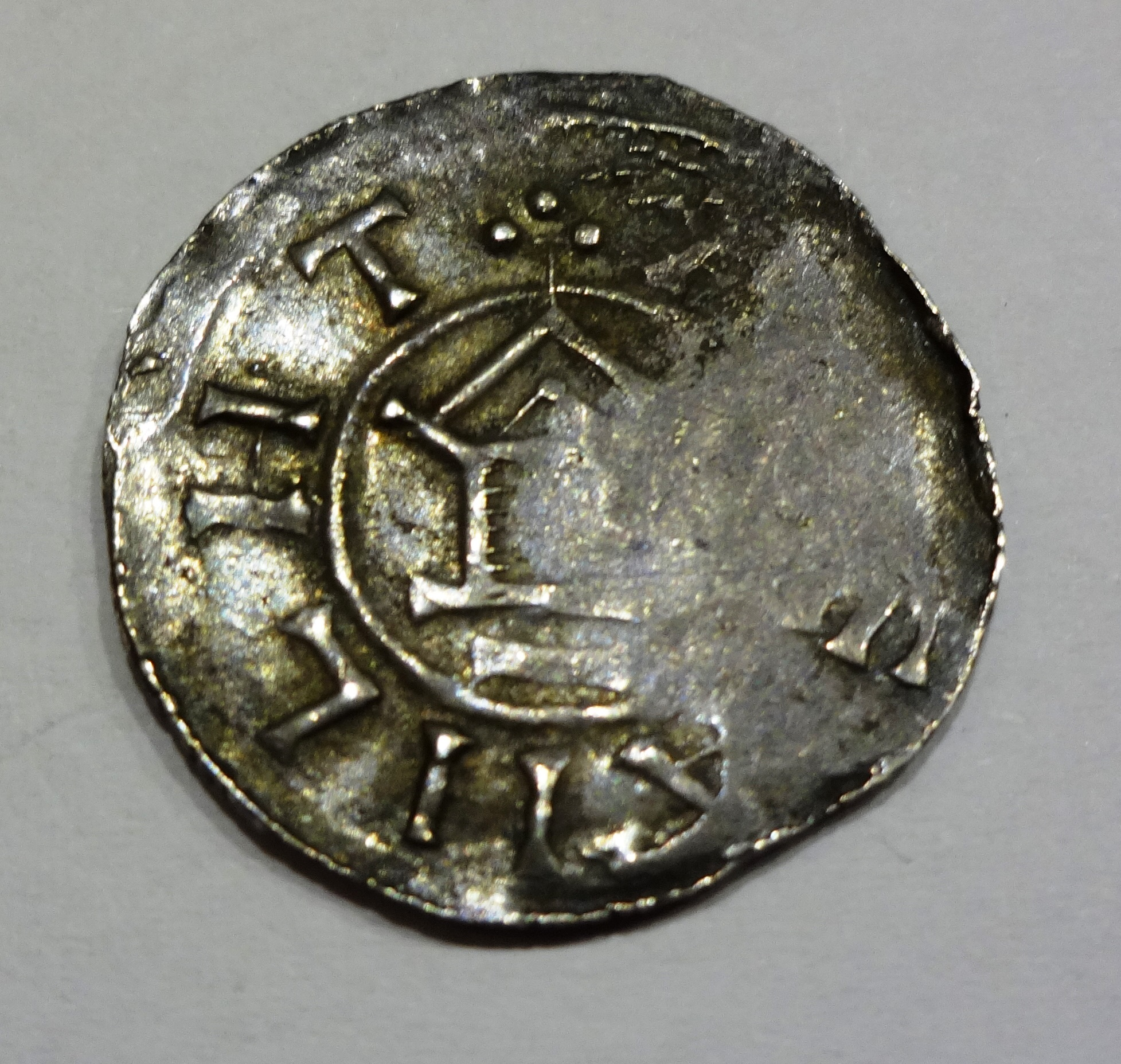
Zilveren Otto-Adelheid-penning, eind 10e eeuw, geslagen te Goslar

De Harz is al sinds de Romeinse tijd locatie van mijnbouwactiviteiten, die leidden tot het ontstaan van nederzettingen. Zo zijn bij Düna (Osterode am Harz) metalen voorwerpen uit de late 3e en 4e eeuw opgegraven, die afkomstig zijn van erts uit de Rammelsberg. In de 8e eeuw werden door de Franken in de Harz lagen koper en zilver ontgonnen. Goslar wordt in 922 gesticht door Hendrik de Vogelaar, de koning van het Oost-Frankische Rijk (het latere Heilige Roomse Rijk). In de 10e eeuw ontstond volgens andere bronnen aan de beek Gose de nederzetting Goselager. Van deze naam zou Goslar zijn afgeleid.
Omdat het erts uit de Rammelsbergmijnen zilver bevatte, naast koper, lood en zink, bouwde koning Hendrik II van 1005 tot 1015 een palts in Goslar. Tussen 1040 en 1050 werd de huidige keizerpalts gebouwd in opdracht van keizer Hendrik III. In 1075 werd Goslar voor het eerst aangeduid als civitas (stad). In de 12e eeuw bereikte de stad de omvang van de huidige oude binnenstad. Onder keizer Frederik II werd de laatste Rijksdag in Goslar gehouden en in 1253 werd Goslar voor het laatst als koningspalts gebruikt.

### Vrije rijksstad (1290-1803)

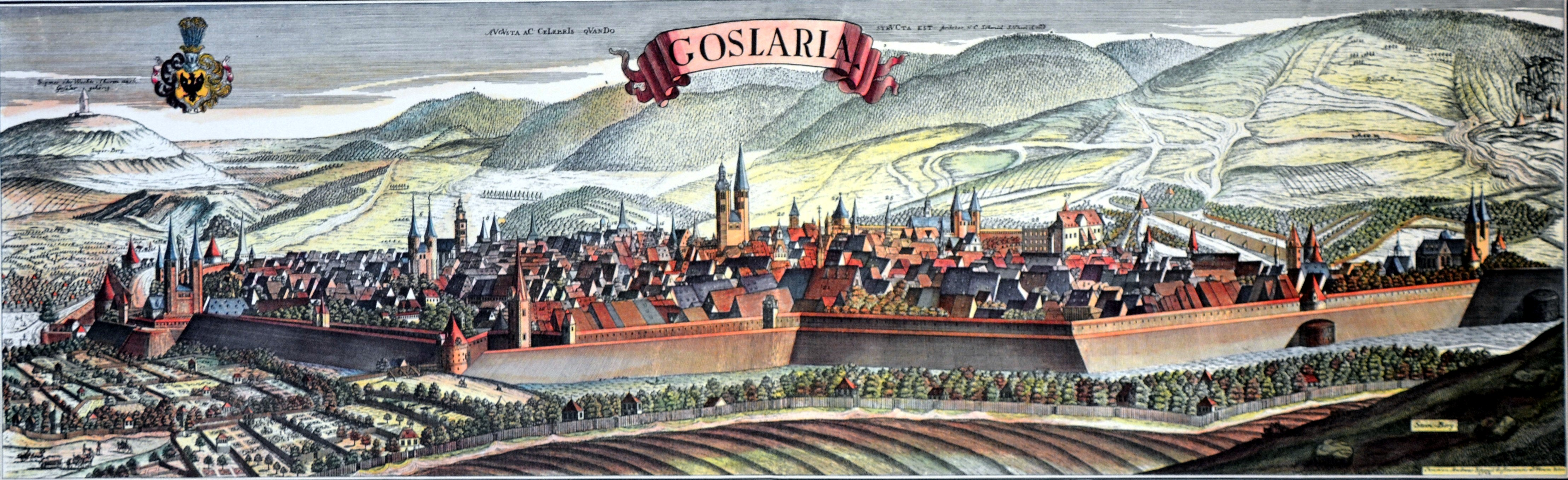
Goslar anno 1732

In 1290 wist Goslar zich van de voogdij door de keizer te bevrijden, waardoor het een vrije rijksstad werd, behorend tot de Neder-Saksische Kreits. Er kwamen belangrijke akkoorden tot stand tussen het stadsbestuur en de gilden. De stad was hanzestad van 1267 tot 1566, niet zo zeer vanwege de handel, maar om de zelfstandigheid te behouden. Eind 14e eeuw lagen de mijnbouwactiviteiten vrijwel stil wegens problemen met wateroverlast. Toen deze problemen na bijna 100 jaar waren opgelost, begon rond 1460 een nieuwe economische bloeiperiode voor Goslar. Hertog Hendrik II van Brunswijk-Wolfenbüttel wilde eind 15e eeuw de pandgelden voor de zilvermijnen terugbetalen aan Goslar en zijn rechten doen gelden op de mijnen. Goslar wist dit verschillende keren tegen te houden. Het hertogdom betaalde de pandgelden echter terug in 1527, waarna er tientallen jaren van twisten volgden. Hierbij hielp het niet, dat de Reformatie in 1528 in Goslar werd ingevoerd, terwijl het hertogdom rooms-katholiek bleef. Goslar trad eind 1531 toe tot het Schmalkaldisch Verbond, en was in 1546-47 betrokken bij de Schmalkaldische Oorlog. Uiteindelijk zag Goslar zich in 1552 gedwongen, afstand te doen van alle rechten op de Rammelsberg en de macht van de stad nam geleidelijk af. In de 16e en de eerste helft van de 17e eeuw stierven in en om Goslar 28 personen door de hand van de beul; dezen waren tijdens heksenprocessen aan vermeende hekserij schuldig bevonden.  De economische neergang werd in 1632 versneld door de bezetting van de stad door Zweedse troepen in de Dertigjarige Oorlog. In 1728 en 1780 vonden grote stadsbranden plaats.

### 19e eeuw
In de Reichsdeputationshauptschluss van 25 februari 1803 wordt in paragraaf 3 de inlijving bij het keurvorstendom Brandenburg (Pruisen) vastgesteld; van toen af was Goslar, na 512 jaar, geen vrije rijksstad meer. Nadat Pruisen in de vrede van Tilsit al zijn gebieden ten westen van de Elbe had moeten afstaan, kwam de stad aan het koninkrijk Westphalen, een marionettenstaat van Napoleon Bonapartes Frankrijk. Het congres van Wenen in 1815 kende Goslar toe aan het koninkrijk Hannover.
Na de opheffing van het Heilige Roomse Rijk in 1806, kwam Goslar in economisch zwaar weer. Veel historische gebouwen werden afgebroken, waaronder de Stiftskerk (Dom). Het ging pas weer beter met de stad, toen  er in 1842 een Heilbad (kuuroord) werd gebouwd en in 1859 een nieuwe ertsader werd ontdekt in de Rammelsberg. Na de Duitse Oorlog van 1866, waarna het koninkrijk Hannover een deel van Pruisen werd, was de stad een geliefde verblijfplaats voor gepensioneerde stedelingen uit Berlijn, Hannover en Braunschweig. In 1868 werd begonnen met restauratie van de Kaiserpfalz.

### 20e eeuw
De Eerste Wereldoorlog en de daarop volgende moeilijke jaren deden de stad geen goed. In 1922 vierde de stad haar duizendjarig bestaan met een groot volksfeest.
Na de machtsovername door Adolf Hitler in 1933 ontstond al snel politieke belangstelling voor Goslar vanwege haar geschiedenis als keizerstad. De nationaalsocialisten zagen voor Goslar een rol weggelegd in de propagandamachine en de stad werd in 1934 de zetel van de Reichsnährstand, de organisatie die verantwoordelijk was voor de landbouw en de boerenstand in de nationaalsocialistische standenmaatschappij. De Rijksboerendagen werden van 1934 tot het uitbreken van de Tweede Wereldoorlog in Goslar gehouden en in 1936 kreeg Goslar de eretitel Reichsbauernstadt. De industrie groeide en de mijnbouwactiviteiten werden uitgebreid door inzet van nieuwe technologieën. Van 1935 tot 1945 was Goslar een belangrijke garnizoensstad voor de Wehrmacht. Er waren onder andere de Goslarer Jäger gestationeerd, een onderdeel van de 31e infanteriedivisie. De stad herbergde een SS-officierenschool, een Fliegerhorst (militair vliegveld) en een Außenkommando (tewerkstellingslocatie) van het concentratiekamp Buchenwald. Gedurende de oorlog hebben zo'n 5000 buitenlandse werknemers, voornamelijk dwangarbeiders, in Goslar gewerkt. Goslar doorstond de Tweede Wereldoorlog vrijwel ongeschonden. Na afloop van de Tweede Wereldoorlog werd in Goslar een displaced personskamp ingericht door de UNRRA.  Na de Tweede Wereldoorlog werd het militaire vliegveld ten dele opgebroken; het maakte plaats voor het nieuwe stadsdeel Jürgenohl, een woonwijk voor duizenden Heimatvertriebene, Duitsers, die werden gedeporteerd uit de in 1945 aan Polen, Tsjecho-Slowakije en de Sovjet-Unie afgestane Duitse gebieden (o.a. Silezië). 
Van 1945 tot 1989 beperkte de ligging van Goslar vlak bij het IJzeren Gordijn de economische ontwikkeling, maar er ontstond werkgelegenheid door de vestiging van grenstroepen in de stad. In 1988 werd de Rammelsbergmijn, na ruim duizend jaar mijnbouw, gesloten. Er werd een mijnbouwmuseum in gevestigd. In 1990 kwam Goslar weer in het centrum van het verenigde Duitsland te liggen. De kazernes van de grenspolitie werden gesloten in de jaren 1990 en die van de Bundeswehr in 2009.

### Geschiedenis van andere plaatsen in de gemeente Goslar

Wapen van de plaats Oker
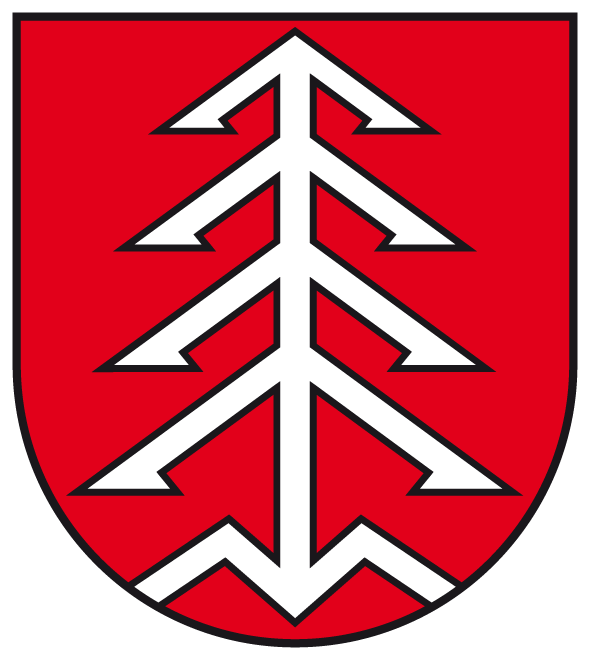
Wapen Jerstedt

- De plaats Oker, genoemd naar en gelegen aan de gelijknamige rivier, werd in 1527 als mijnbouwnederzetting gesticht. Tot circa 1970 was hier mijnbouw, met name winning van lood en zink, hetgeen ook veel milieuvervuiling met zich meebracht. Tot op de huidige dag heeft Oker het karakter van een uit langgerekte, in beekdalen gelegen wijken bestaand industriestadje, met veel bedrijventerreinen en oude, ten dele leegstaande fabrieksgebouwen. Van 1952 tot aan de invoeging in de gemeente Goslar was Oker officieel een stad.
- Het oude dorp Jerstedt kende een oud privilege, het  onder een groot aantal boeren van het dorp opgedeelde eigendoms- en exploitatierecht van een groot en waardevol bosperceel (zie de boom in het dorpswapen). Eeuwenlang, tot na de Tweede Wereldoorlog bestonden er spanningen tussen de oude boerenfamilies van het dorp en nieuwkomers (mijnwerkers, Heimatvertriebene), die intussen tot het verleden behoorden.
- Zie ook onder: Hahnenklee; Vienenburg.

## Bezienswaardigheden, toerisme, cultuur

### Bouwwerken in het centrum van Goslar
- De Keizerpalts was het grootste en best bewaarde wereldlijke gebouw uit de 11e eeuw in Duitsland. Het huidige gebouwencomplex is echter grotendeels een 19e-eeuwse reconstructie.
- Het voorportaal van de voormalige dom (de Domvorhalle). Deze romaanse kerk werd bijna tegelijkertijd met de Keizerpalts gebouwd en werd in 1051 gewijd aan Simon en Judas en was eigenlijk geen dom maar een kapittelkerk. De kerk werd tussen 1819 en 1822 gesloopt omdat het onderhoud van de dan al bouwvallige driebeukige basiliek te duur werd. Alleen het voorportaal bleef behouden. Dit bouwsel is gedecoreerd met beeldhouwwerk in stucco en bevat de dertiende-eeuwse zandstenen delen van de keizerstroon van Goslar.
- Het Marktplein met
  - Het Raadhuis (gotisch, 15e eeuw) met de Huldigungssaal, een ruimte waarvan wanden en plafond volledig bedekt zijn met zestiende-eeuwse schilderingen.
  - Kaiserworth, het gildehuis van de kooplieden (1494), nu een hotel
  - De Marktbrunnen, een fontein uit de 12e eeuw bekroond met de keizerlijke adelaar
  - een klokkenspel (1968) met viermaal per dag een voorstelling van langsglijdende figuurtjes die de geschiedenis van Goslar verbeelden
  - De Marktkerk, gebouwd in twee fasen in de 12e en in de 14e en 15e eeuw met twee zeer verschillende torens
- De barokke Sint-Stefanuskerk
- De Frankenberger kerk (12e-eeuws, romaans met latere gotische toevoegingen)
- De Sint-Jacobskerk (Jakobikirche), eveneens romaans en gotisch; in de kerk bevindt zich een piëtabeeld van de hand van Hans Witten.
- De Neuwerkkerk, oorspronkelijk de kerk van een adellijk vrouwenstift van geen bepaalde orde waar evenwel de Cisterciënzer regels werden nageleefd
- De Breite Tor, (Brede Poort) een zestiende-eeuwse stadspoort
- De middeleeuwse binnenstad met vele vakwerkhuizen, zoals
  - Het Siemenshaus uit 1693: Het woonhuis van een van de voorvaderen van de industriëlenfamilie Siemens
  - Het patriciërshuis Brusttuch (1521) met zeer rijk houtsnijwerk aan de buitenzijde
  - Het St. Annenhaus (1488): Het oudste vakwerkhuis van Goslar

#### Afbeeldingen monumentale gebouwen e.d.

Historische binnenstad van Goslar
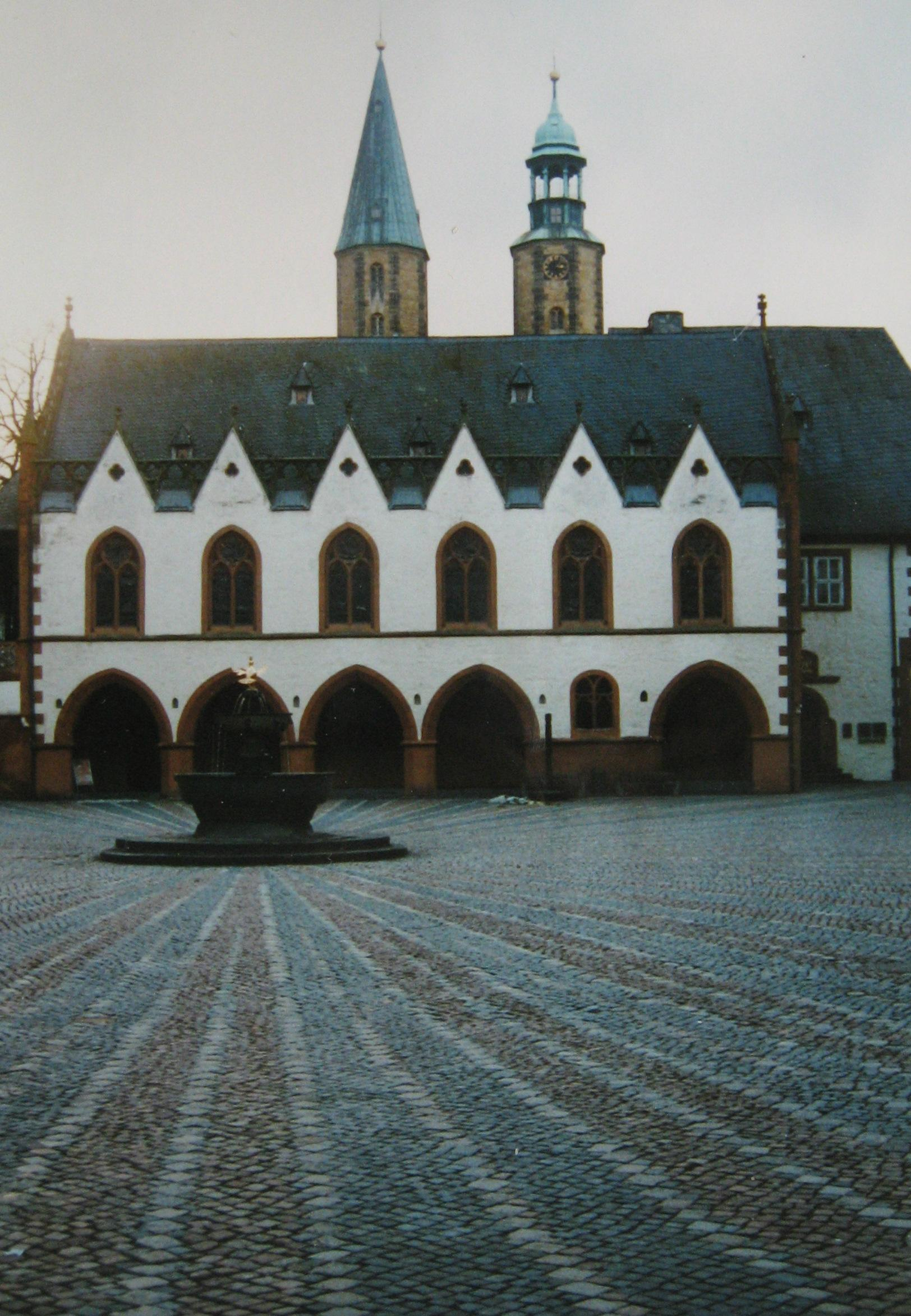
Marktplein met raadhuis, Marktbrunnen en zicht op de torens van de Marktkerk
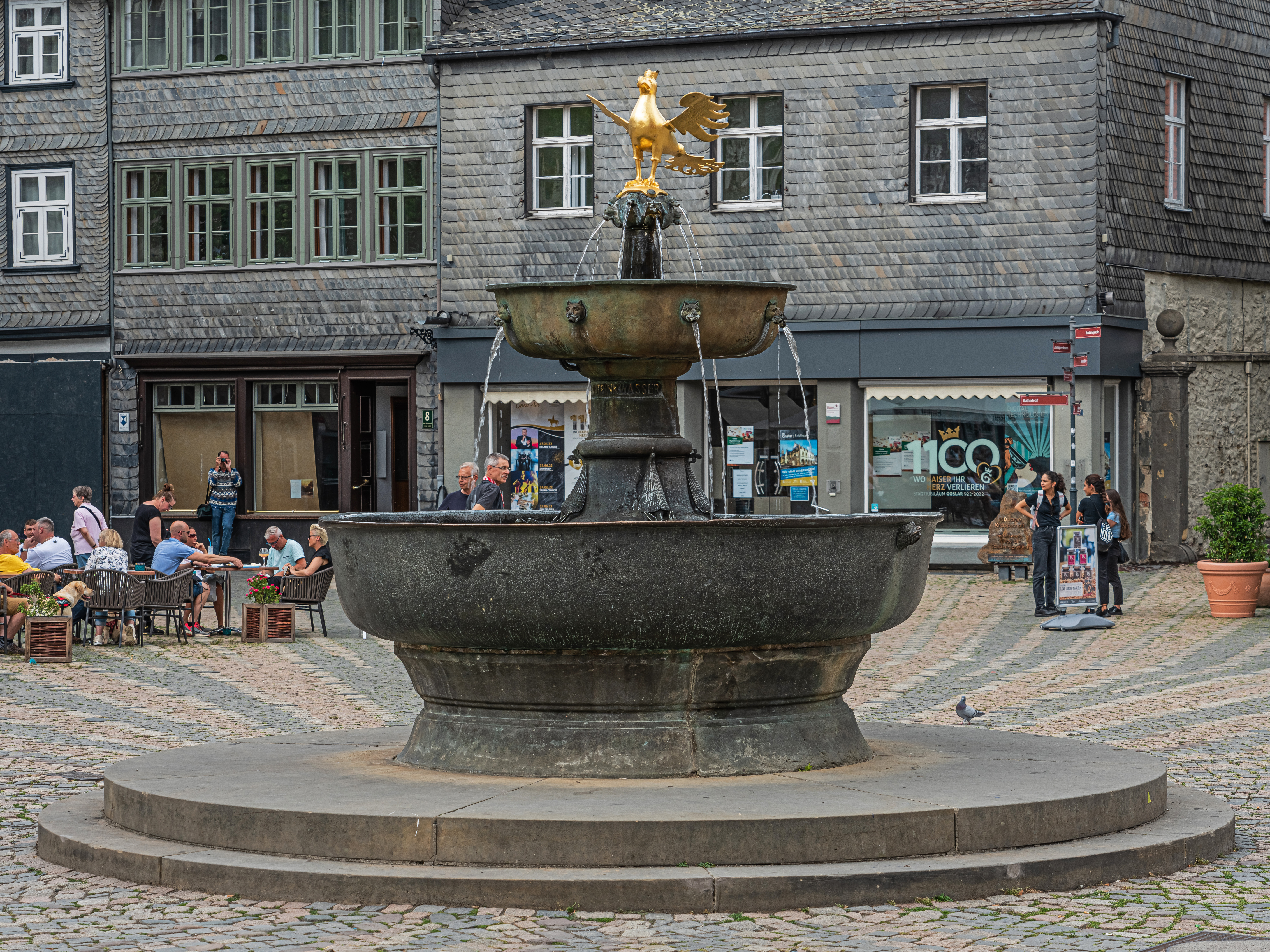
Marktbrunnen met keizerlijke adelaar
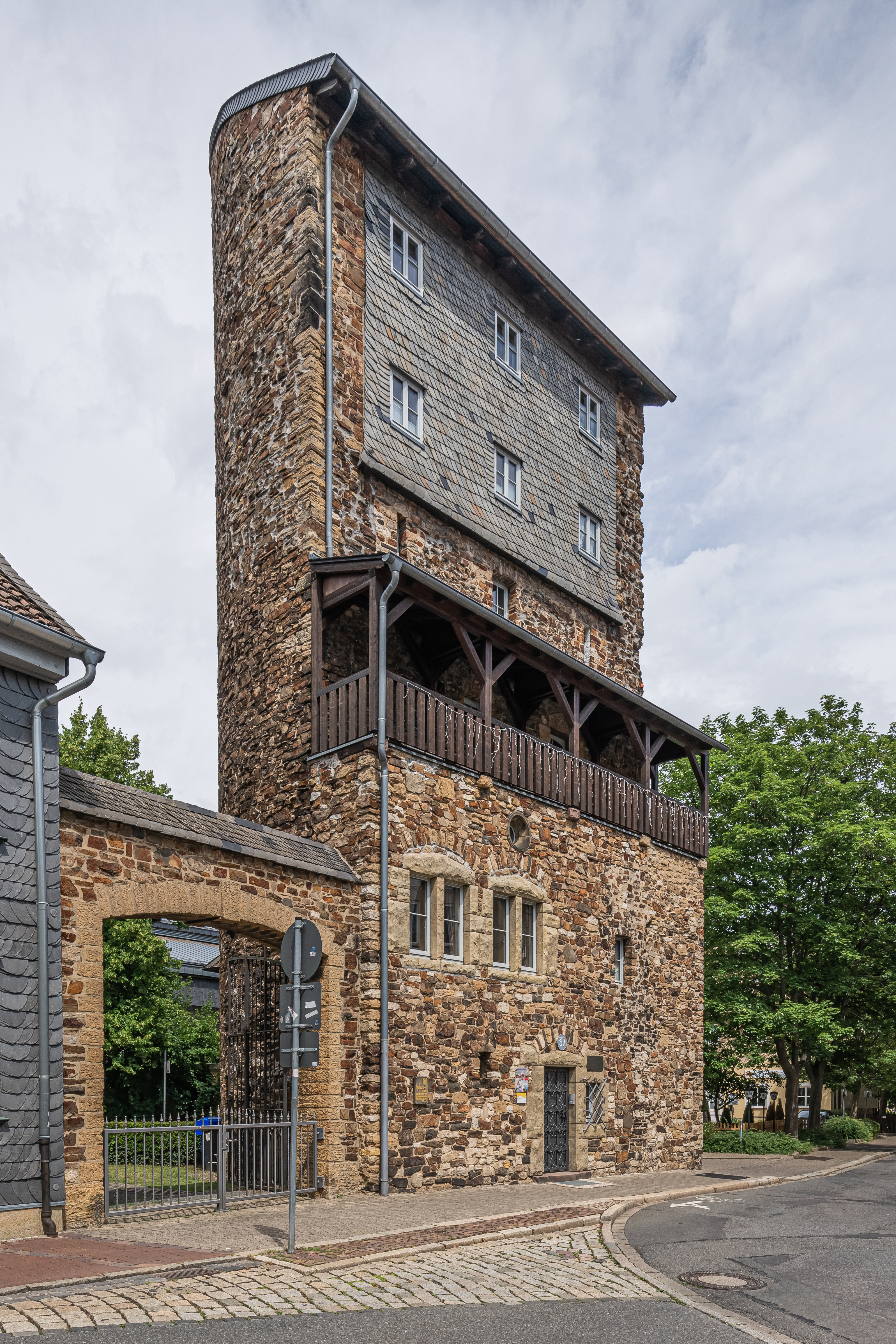
De middeleeuwse Weberturm (Weverstoren)
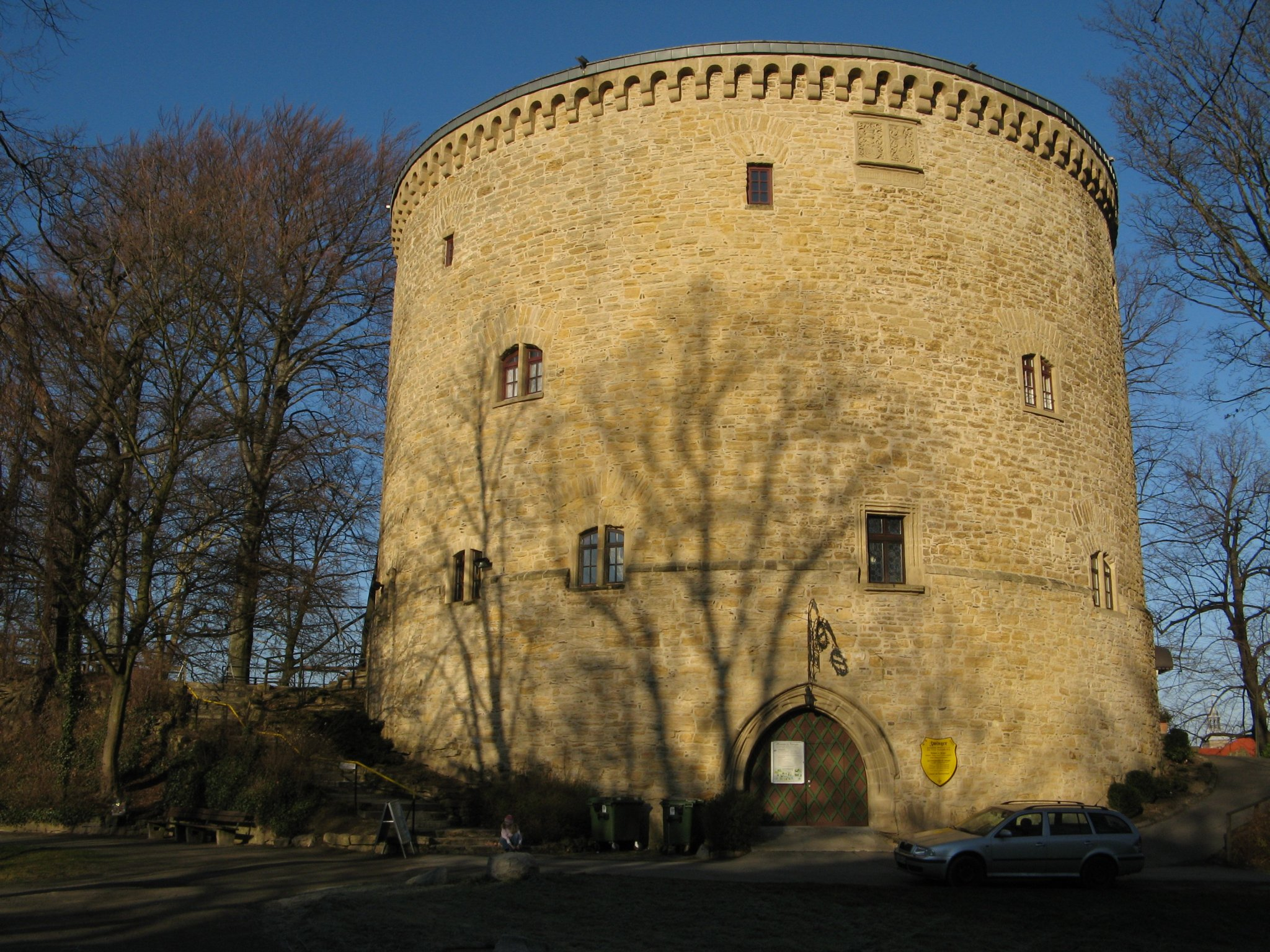
Stadstoren Zwinger
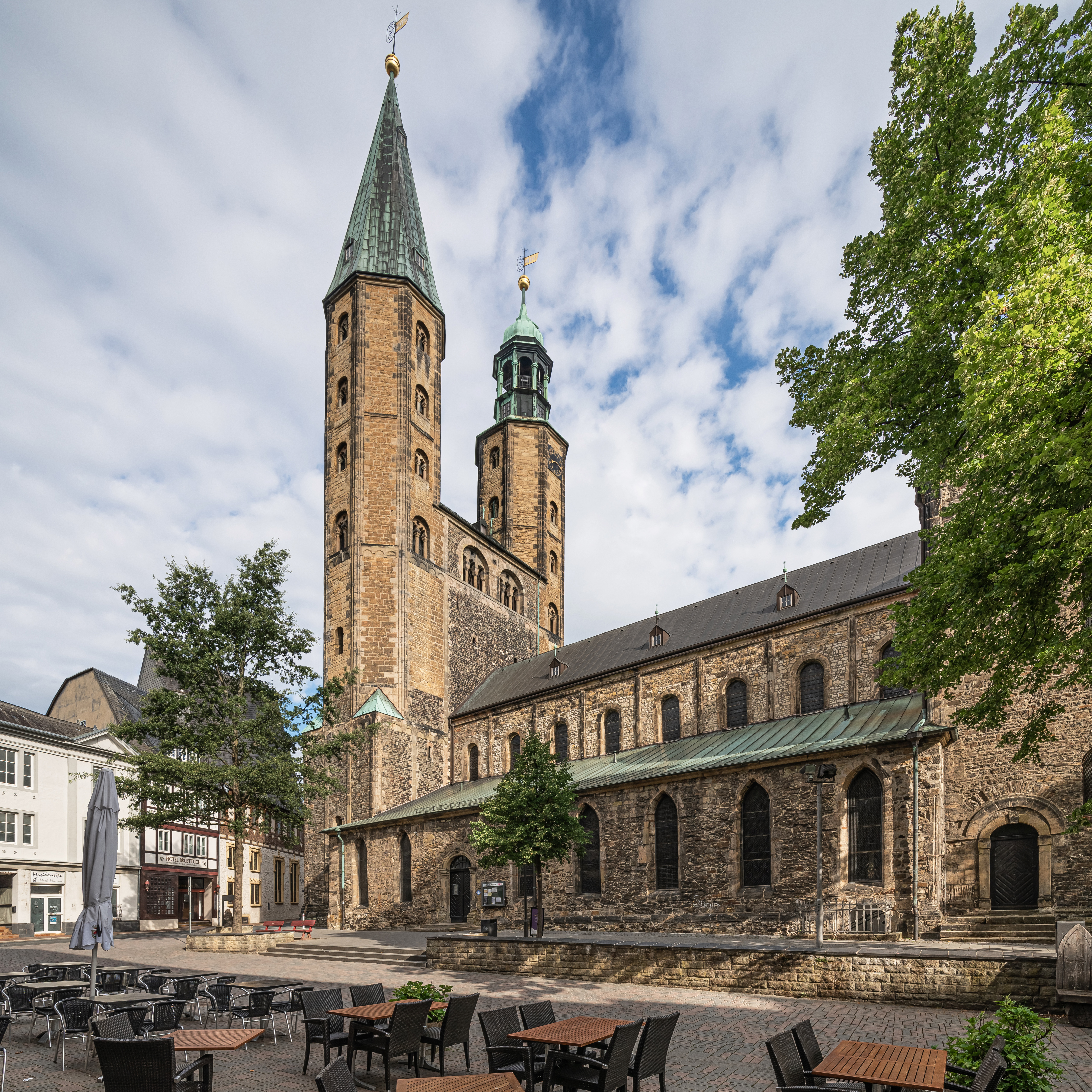
Marktkerk
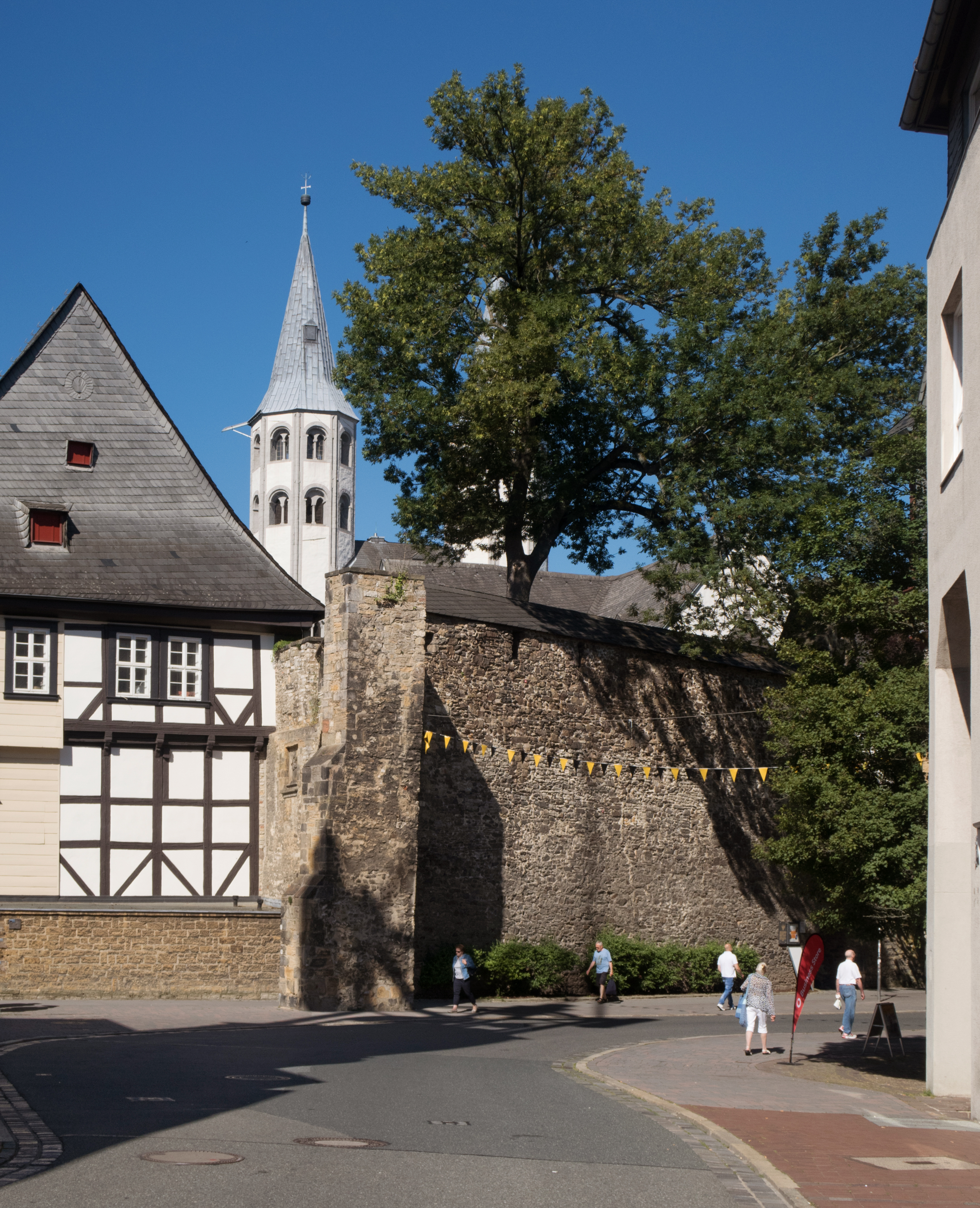
Kerk (Neuwerkkirche) vanaf de Mauerstrasse
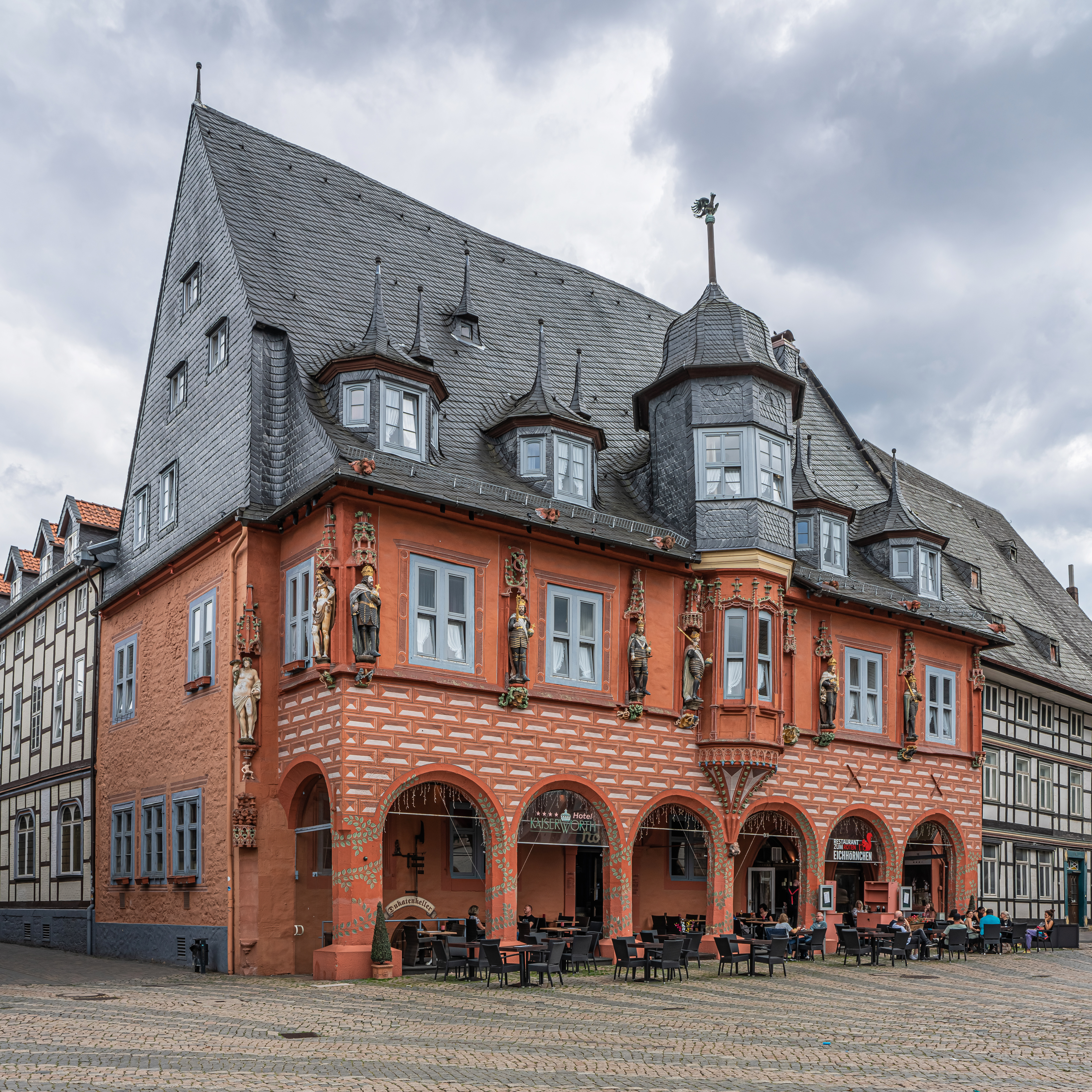
Gildehuis Kaiserworth
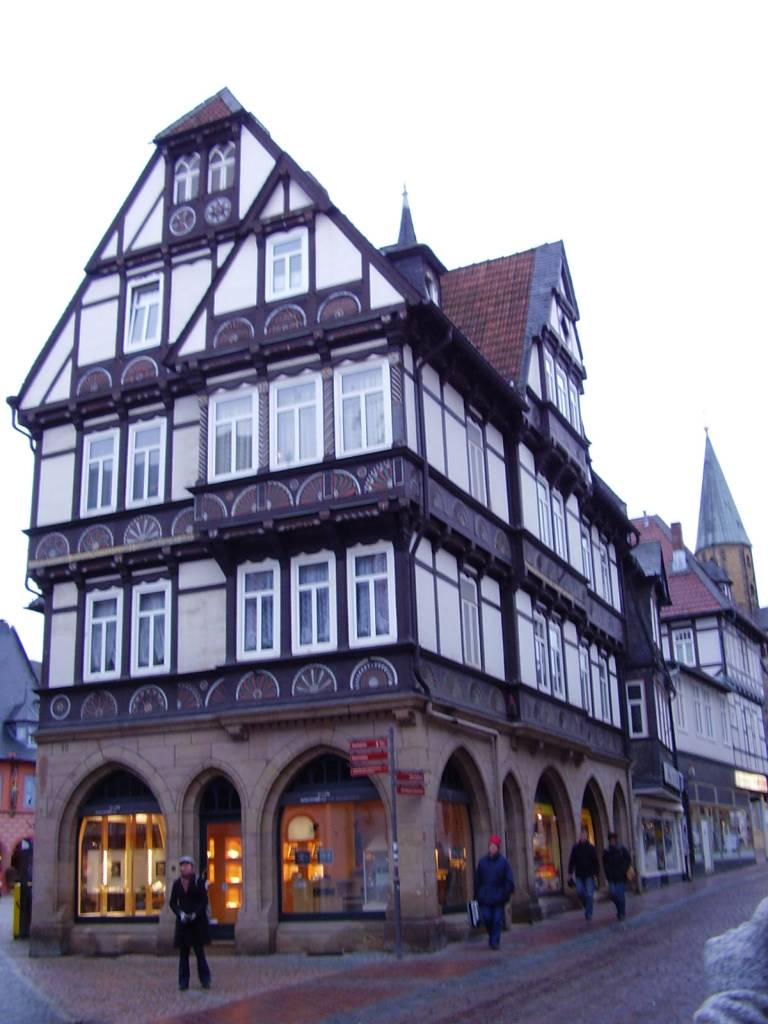
Vakwerkhuis in centrum
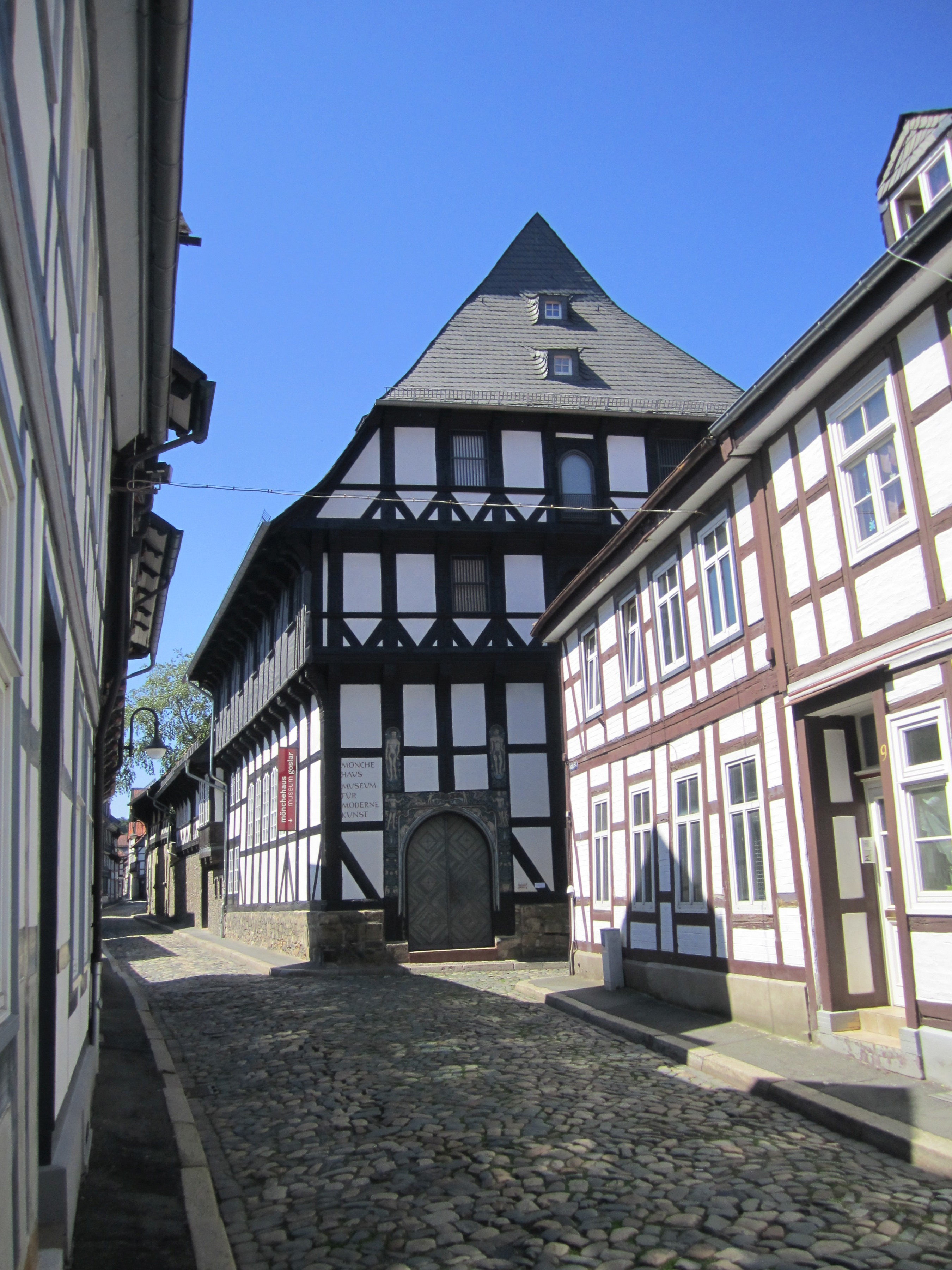
Het Mönchehaus, waar het museum voor moderne kunst is gevestigd
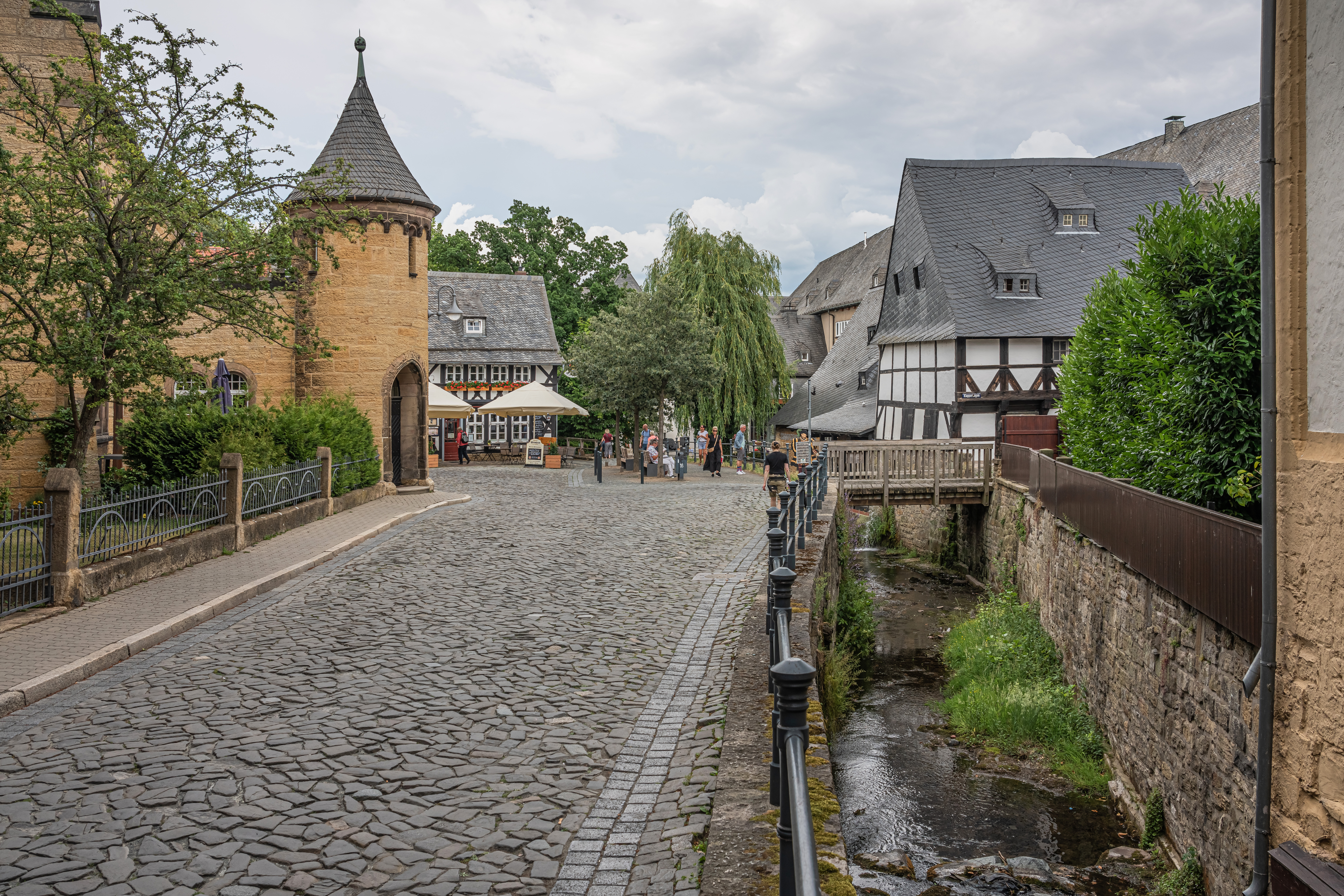
Binnenstad met Abzucht
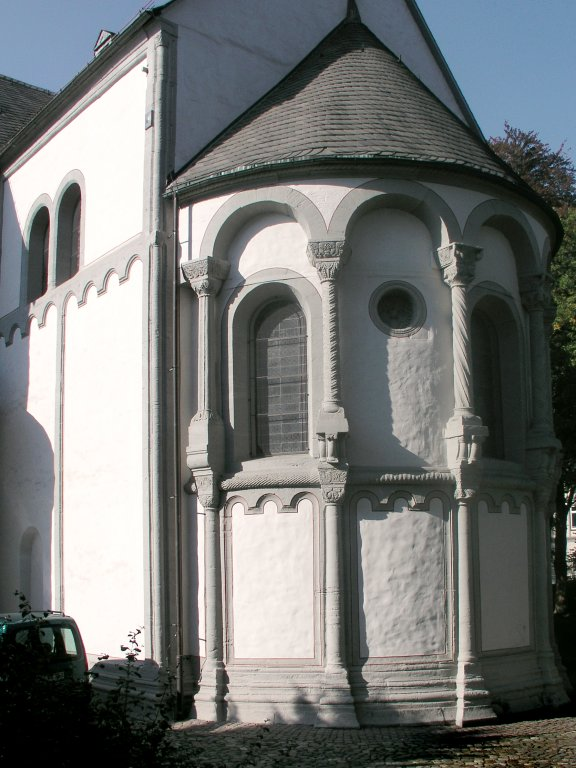
Neuwerk-kerk
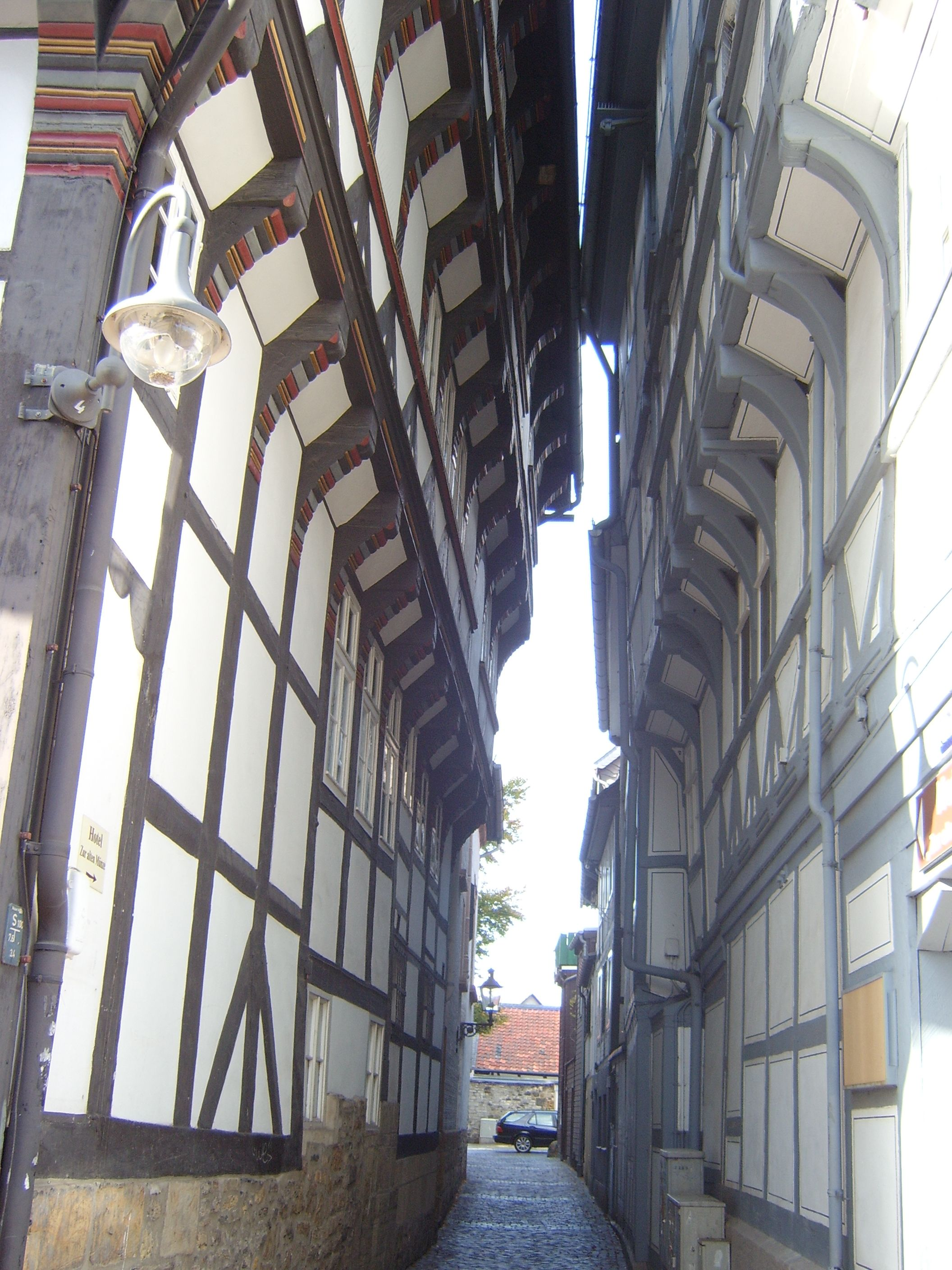
Steegje tussen vakwerkhuizen

### Monumentale gebouwen elders in de gemeente
- De Gustav Adolf-staafkerk te Hahnenklee (1908)
- Station Vienenburg met stationsgebouw uit 1841, aparte keizerlijke wachtzaal en klein spoorwegmuseum`
- Te Jerstedt staat de markante, reeds in de 11e eeuw gebouwde, na de Dertigjarige Oorlog gerenoveerde en van een kerktoren voorziene, evangelisch-lutherse St. Lucaskerk.
- Ten zuidoosten van Hahndorf staat een voormalig klooster (Grauhof), met een bezienswaardige, 18e-eeuwse, aan Sint Joris gewijde, rooms-katholieke kloosterkerk in barokstijl.

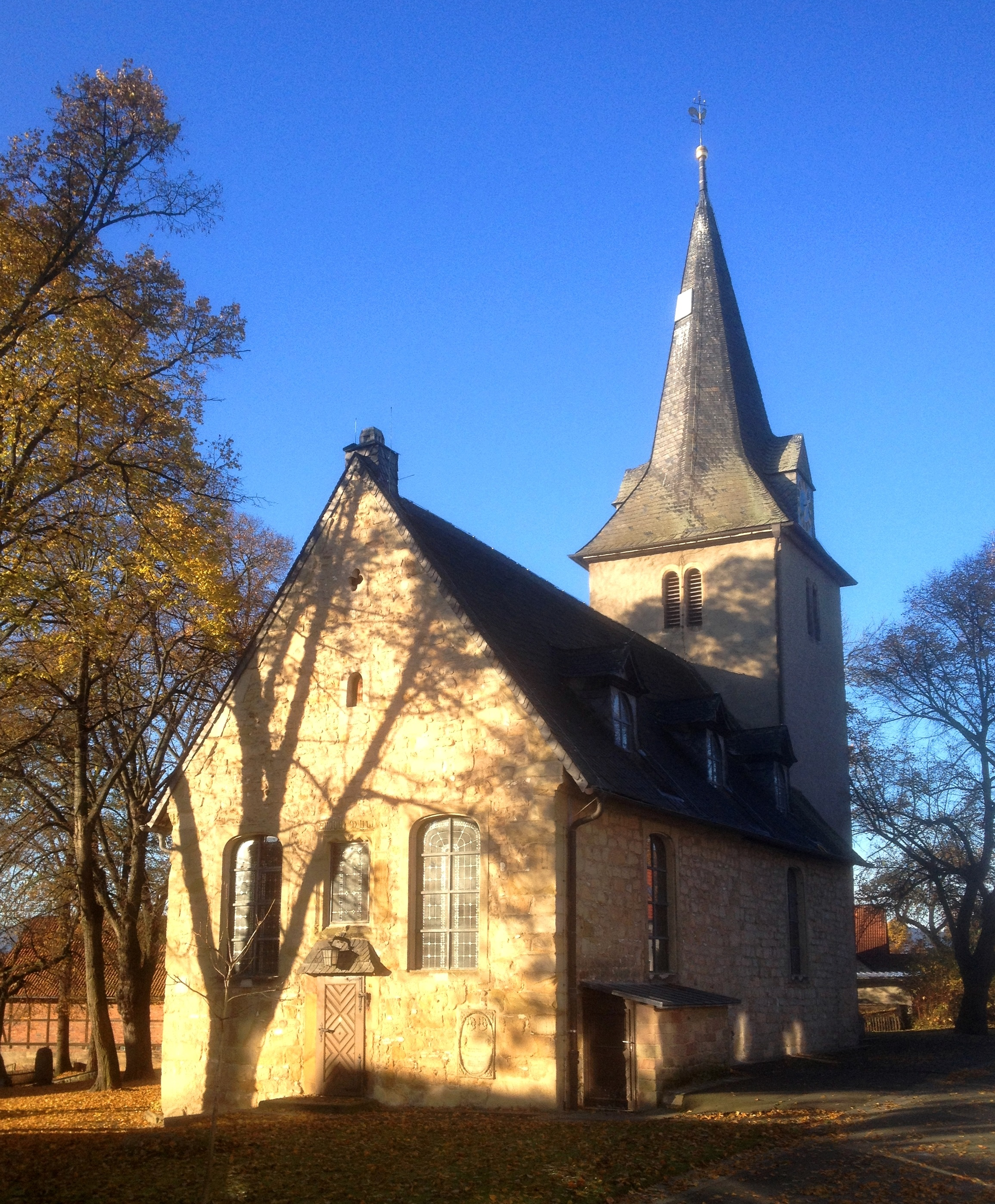
Evang.-lutherse St. Lucaskerk, Jerstedt
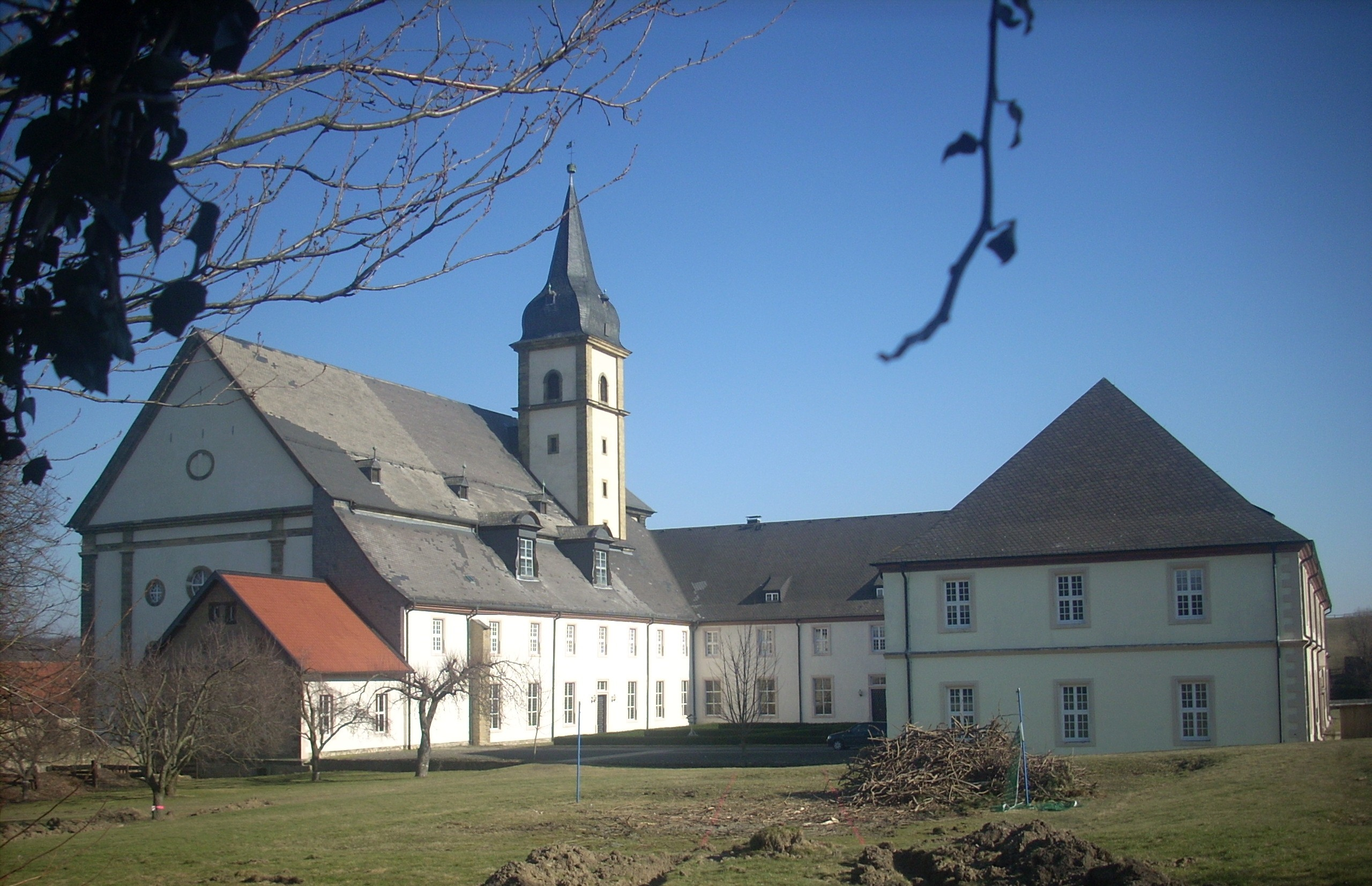
Klooster Grauhof
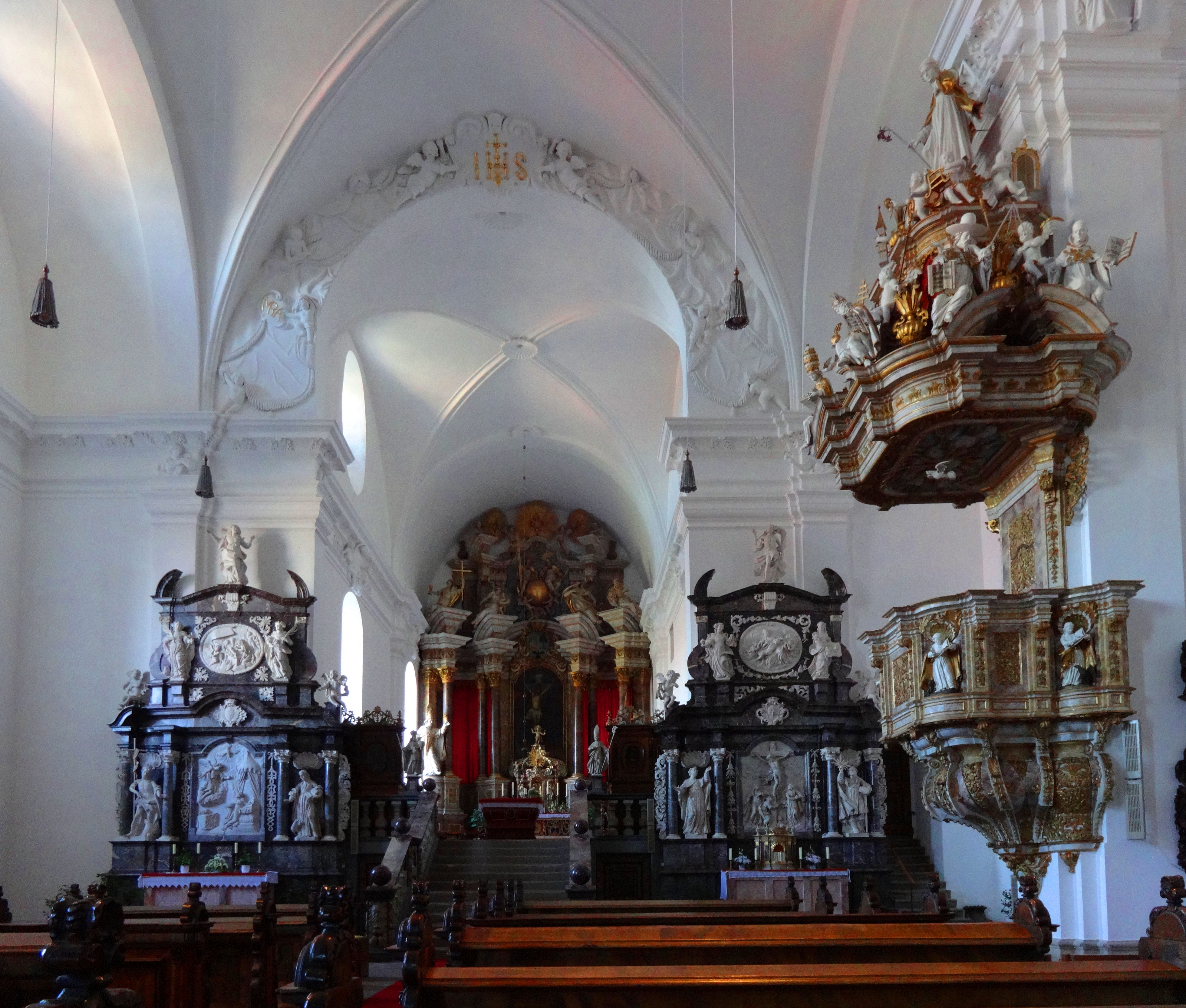
Interieur R.K. Sint-Joriskerk, Grauhof

### Standbeelden

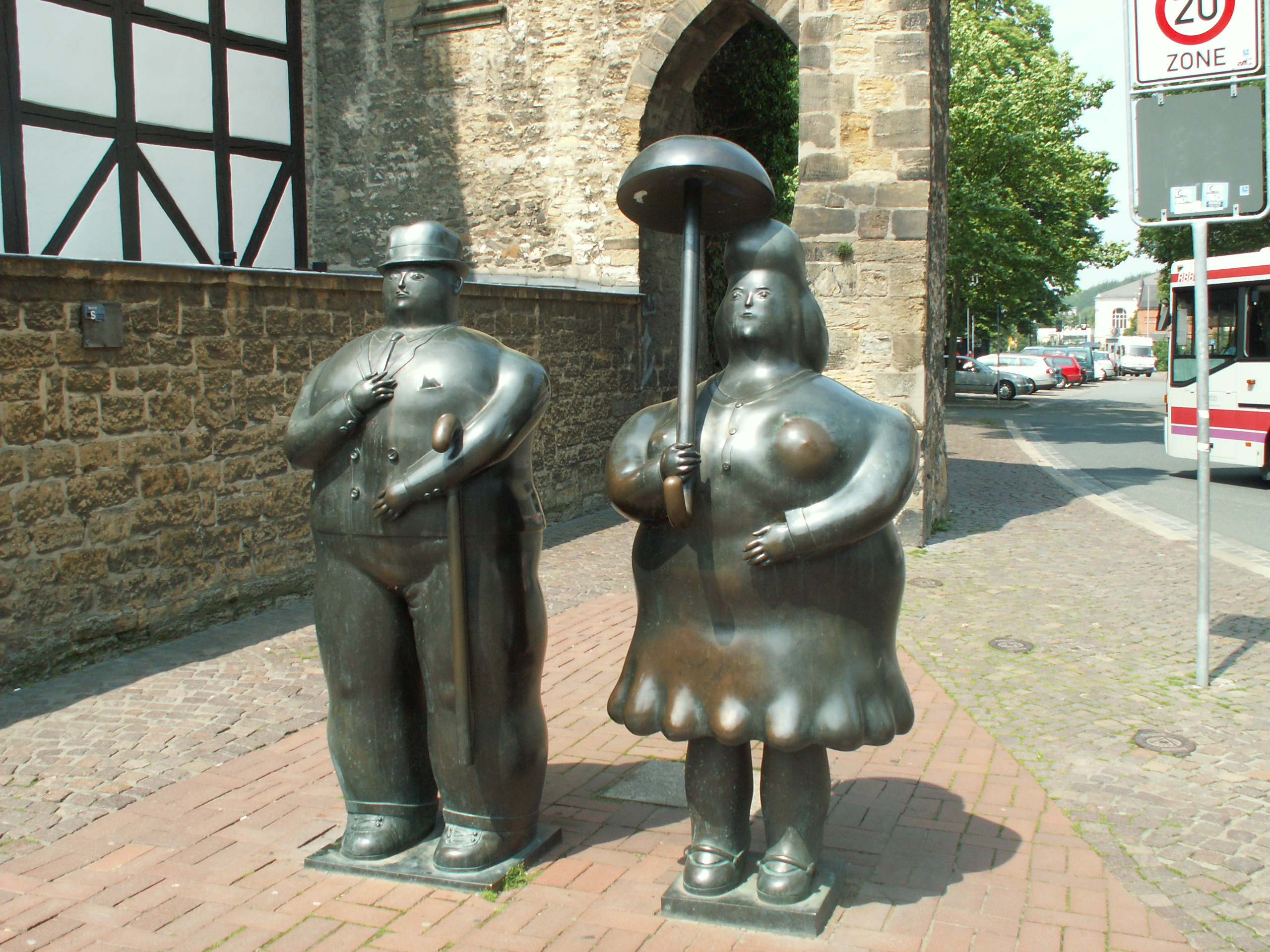
Standbeeld van Fernando Botero in Goslar

In de binnenstad van Goslar bevinden zich een aantal standbeelden van kunstenaars die ooit de Goslarer Kaiserring, een internationale kunstprijs, wonnen:
- Goslar Warrior (1973) van Henry Moore achter de Keizerpalts
- Hexagon-S (1978) van Victor Vasarely in de binnentuin van het St. Annenhaus
- Goslar Memorial (1981) van Richard Serra naast de breite Tor
- Tor in Goslar (1984) van Max Bill achter de Neuwerkkerk
- Bridge (2000) van Dani Karavan in een vijver in park achter de muurtoren Zwinger

Ook van andere moderne kunstenaars bevindt zich in Goslar werk in de openbare ruimte, onder andere:
- Frau mit Schirm, Mann mit Hut (1980) van Fernando Botero, aan het eind van de Rosentorstraße, vlak bij het station
- Goslar Nagelkopf (1981) van Rainer Kriester naast het raadhuis
- Jongleur (1992) van Otmar Alt naast de Sint-Jacobskerk
- Mars en Saturnus (1982) van Amadeo Gabino in de Klubgartenstrasse

### Musea
- Het Mijnmuseum Rammelsberg
- Het Goslarer Museum, het historisch museum van de stad met een overzicht van de geschiedenis van de stad en de geologie van de regio. In de collectie bevinden zich onder andere stukken uit de afgebroken dom van Goslar, zoals het vroeg-twaalfde-eeuwse Krodo-altaar en enkele gebrandschilderde ramen. Ook bevindt zich hier een evangelarium uit 1240 en de originele keizerlijke adelaar.
- Het museum voor moderne kunst in het uit 1528 daterende Mönchehaus. In en rond dit monumentale vakwerkhuis bevindt zich voornamelijk werk van kunstenaars die de prestigieuze, sinds 1975 in dit museum jaarlijks uitgereikte kunstprijs Goslarer Kaiserring hebben gewonnen, zoals Willem de Kooning, Max Ernst, Jean Tinguely, Anselm Kiefer en Nam June Paik
- Het museum voor tinnen figuurtjes (Zinnfiguren-Museum) met bijna 50 diorama's is in het centrum aan de Abzucht gelegen. Ernaast staat een monumentaal historisch erfgoed op het gebied van ambacht en vroege industrie, de Lohgerbermühle (leerlooiersmolen), waarin rondleidingen worden gegeven.
- Het Musikinstrumente- und Puppenmuseum werd gesloten in 2011. Een gedeelte van de collectie werd in 2012 naar een soortgelijk museum te Quedlinburg overgebracht.
- Het museum voor de late middeleeuwen (Museum des späten Mittelalters) in de muurtoren Zwinger uit 1517, een deel van de zestiende-eeuwse ommuring van de stad. De toren is 20 meter hoog en heeft muren die meer dan 6 meter dik zijn.

### Overig

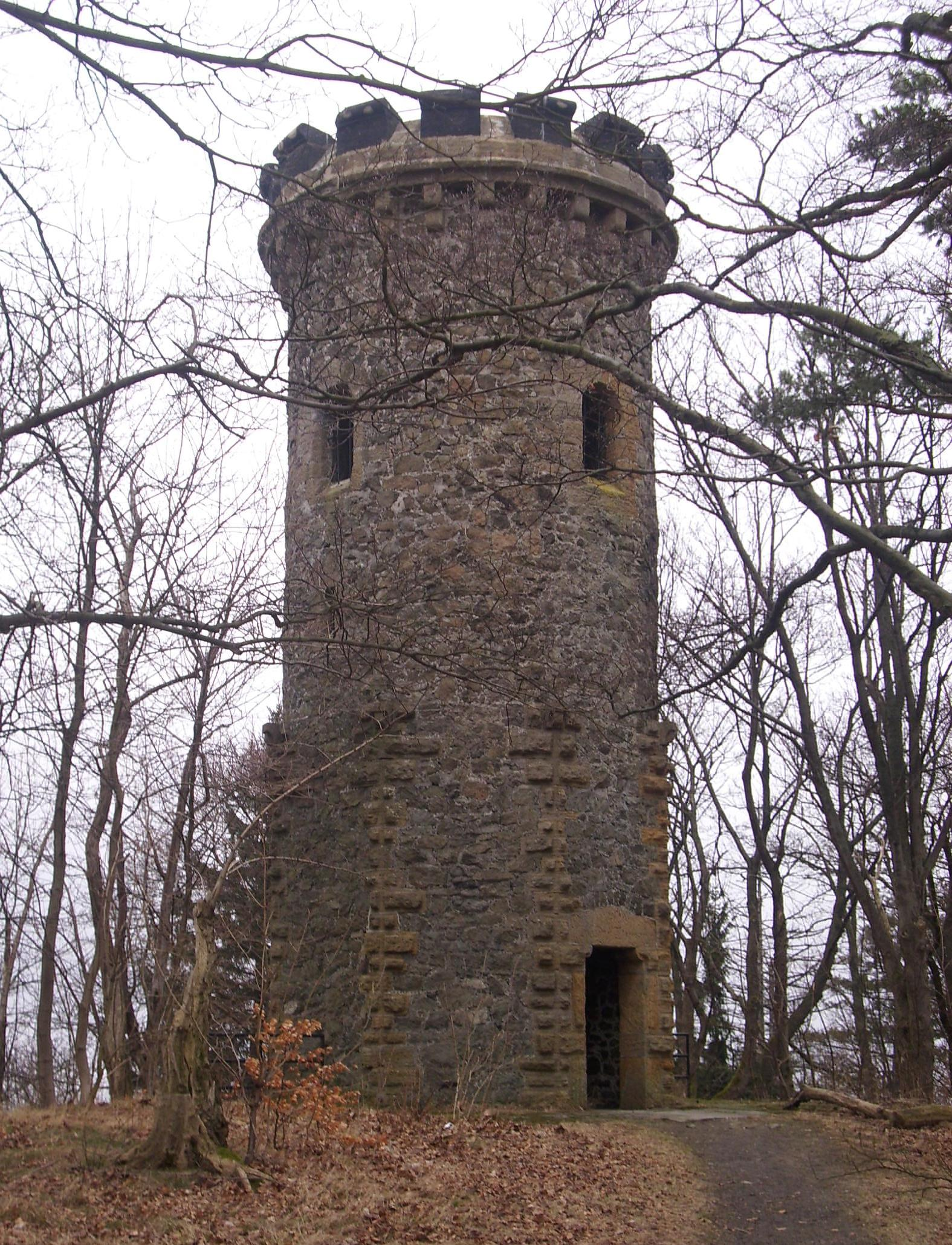
Uitzichttoren (1888) op de 472 m hoge Steinberg, ten westen van Goslar
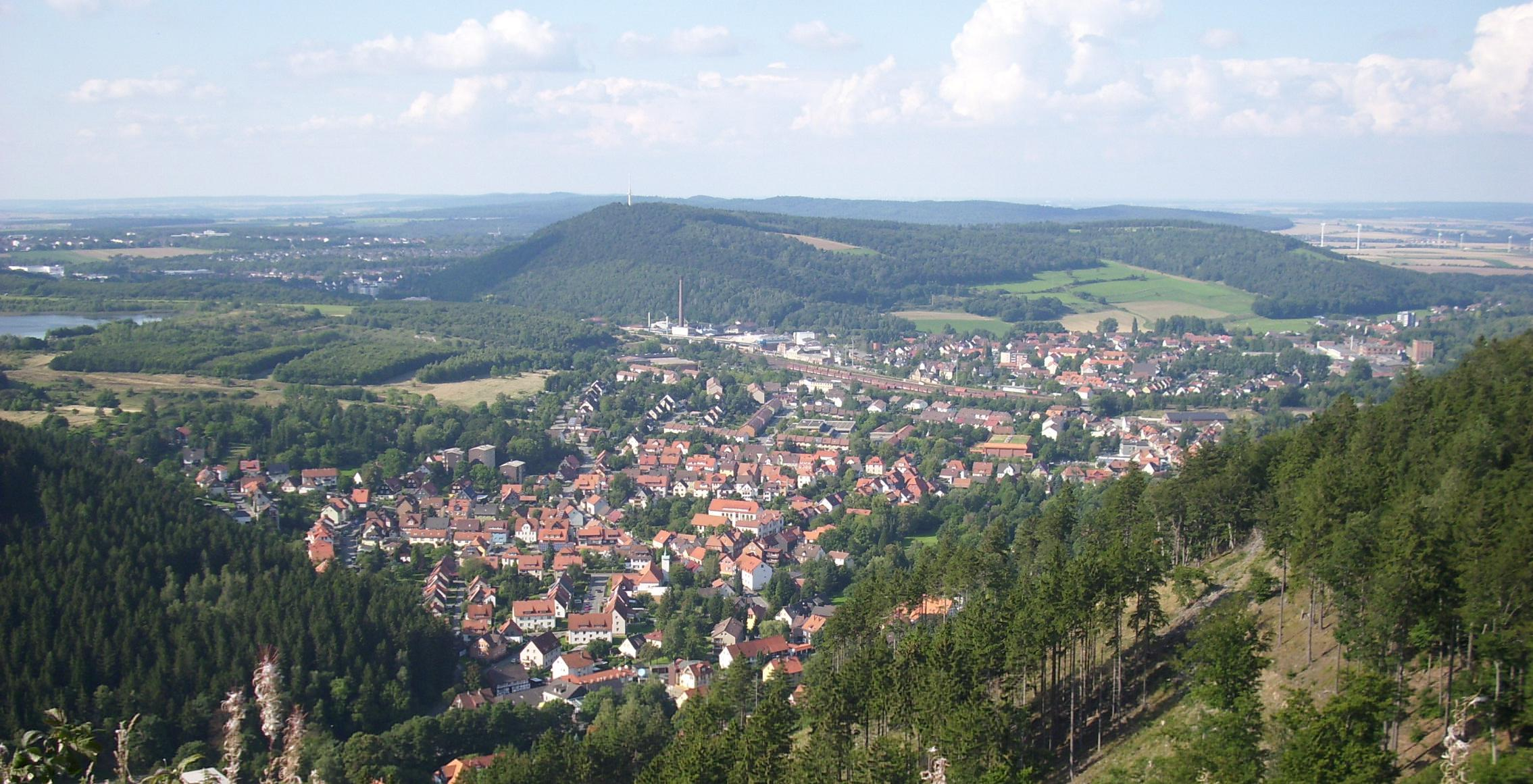
Panorama van de plaats Oker
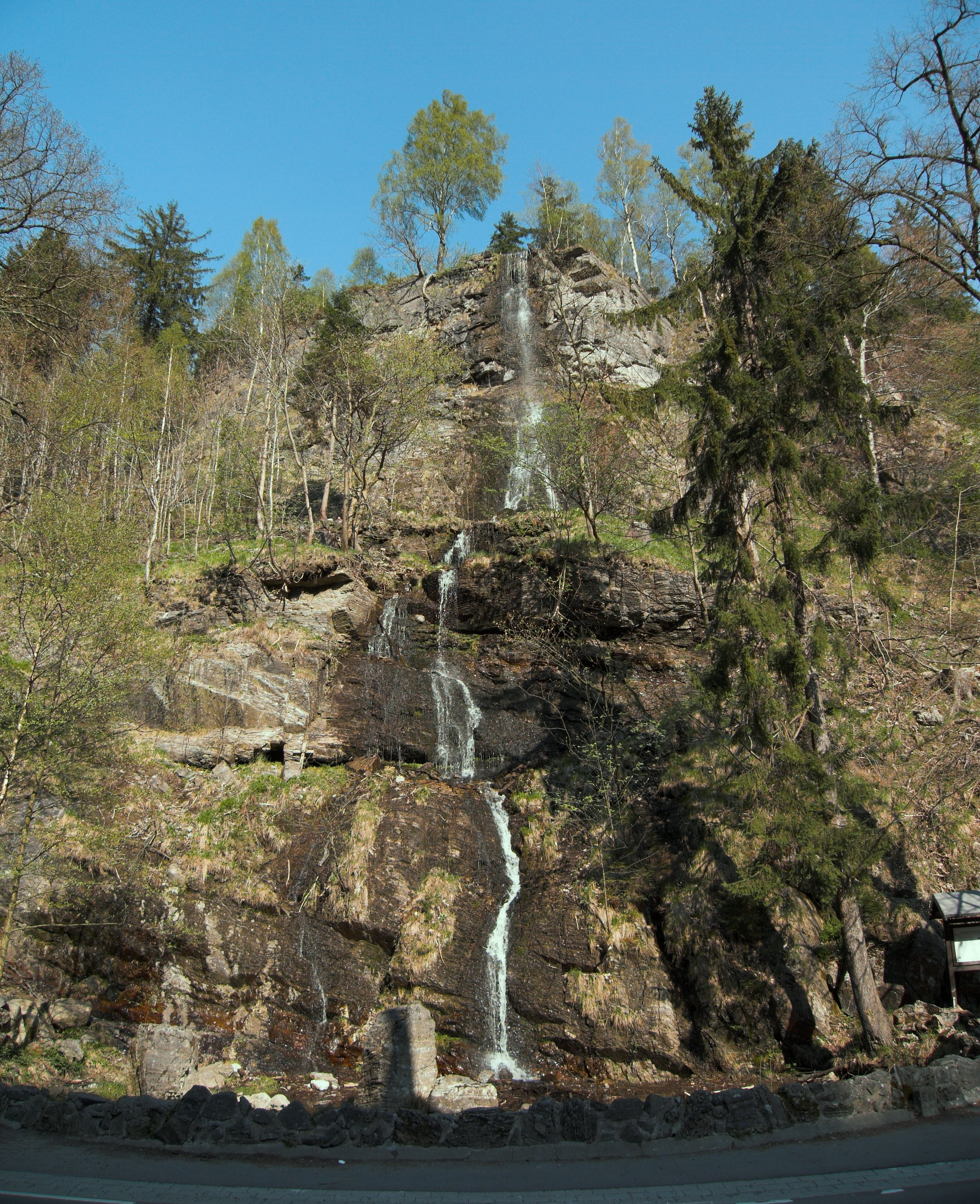
Romkerhaller waterval

- De stad ligt in de om zijn natuurschoon en, met name te Hahnenklee, wintersportmogelijkheden bekende Harz. 
  - Ook Oker is een geschikt uitgangspunt voor wandelingen. Vanuit dit dorp kan men door het dal van de Oker zuidwaarts trekken; na 4 km bereikt men het zogenaamde verlovingseiland en ruim één km verder de kunstmatig aangelegde Romkerhaller waterval met uitspanning en reeds sinds 1863 bestaand hotel. Hiervandaan slechts enkele honderden meters zuidwaarts, op grondgebied van de gemeente Clausthal-Zellerfeld, ligt het toeristisch ontwikkelde stuwmeer Okerstausee.
- In de stad vinden jaarlijks tal van evenementen op het gebied van muziek, toneel, folklore e.d. plaats. Specifiek voor de Harz is het grote jaarlijkse heksenfestival Walpurgisnacht in de nacht van 30 april op 1 mei. Volgens een -ook in de Faust van Goethe beschreven - legende komen dan jaarlijks heksen bijeen om met de duivel een vruchtbaarheidsfeest te vieren, en wel op de berg Brocken in de Harz. Dit evenement trekt telkens ook veel toeristen.
- Zie ook onder Hahnenklee; Vienenburg.

## Partnersteden
- Arcachon (Frankrijk) sinds 1965
- Windsor and Maidenhead (Engeland) sinds 1969
- Forres (Schotland) sinds 1984 (uitgegaan van de plaats Vienenburg)
- Beroun (Tsjechië) sinds 1989
- Brzeg (Polen) sinds 2000
- Ra'anana (Israël) sinds 2006 (Vriendschapsverdrag)

## Belangrijke personen in relatie tot de gemeente

### Geboren
- Hendrik IV (1050-1106), keizer van het Heilige Roomse Rijk
- Volker Bartsch (1953), schilder en beeldhouwer
- Sigmar Gabriel (1959), politicus
- Mathias Hain (1972), voetballer
- Aaron Hunt (1986), voetballer

### Overleden
- Paul Lincke (1866-1946 te Hahnenklee), componist in het operettegenre; te zijner gedachtenis verleent de stad Goslar jaarlijks een muziekprijs voor zangers in het populaire muziekgenre, de Paul-Lincke-Ring. Tot de winnaars van deze muziekprijs behoren Udo Lindenberg (2003), Roland Kaiser (2020) en Max Mutzke (2021).

## Sport en recreatie
Goslar ligt op een kruispunt van Europese wandelroutes. De E6 loopt van Lapland naar Griekenland. Route E11 loopt van Den Haag naar het oosten, op dit moment tot de grens Polen/Litouwen. Fietsroute Radweg 1 van Nederland tot aan Polen loopt door Goslar heen.
Zie ook onder Hahnenklee.

## Trivia
- Van de bioscoopfilm The Monuments Men (2014, met George Clooney) zijn verscheidene scènes te Goslar opgenomen.